# Leopard 2
Leopard 2 là một loại xe tăng chiến đấu chủ lực thế hệ thứ ba của Đức, được phát triển bởi Krauss-Maffei vào đầu những năm 1970, xe tăng này đi vào hoạt động năm 1979 và thay thế dòng tăng Leopard 1 trước đó để trở thành chiến xa chủ lực của quân đội Tây Đức. Các biến thể khác nhau đã phục vụ trong các lực lượng vũ trang của Đức và 12 nước Châu Âu, cũng như một số nước khác. Hơn 3.480 chiếc Leopard 2 đã được sản xuất. Leopard 2 tham chiến đầu tiên ở Kosovo với quân đội Đức và cũng đã tham chiến tại Afghanistan cùng với Đan Mạch và Canada cho Lực lượng hỗ trợ an ninh quốc tế.
Có hai đợt phát triển chính của chiếc chiến xa này, các phiên ban đầu lên đến Leopard 2A4 phải đối mặt với giáp tháp pháo, và hàng loạt các "cải thiện", cụ thể là Leopard 2A5 và các phiên bản mới hơn, có góc tháp pháo hình mũi tên giáp phụ bên ngoài và một số cải tiến khác. Tất cả các mô hình tính năng hệ thống điều khiển kỹ thuật số với máy đo khoảng cách laser, pháo hoàn toàn ổn định và súng máy đồng trục, và thiết bị nhìn ban đêm tiên tiến và thiết bị quan sát (chiếc xe đầu tiên sử dụng một hệ thống TV mức độ ánh sáng thấp (LLLTV), hình ảnh nhiệt được chiếu sau). Chiến xa có khả năng tham gia tấn công các mục tiêu chuyển động trong khi di chuyển trên địa hình gồ ghề.

## Lịch sử

### Phát triển
Khi Leopard 1 đã được đưa vào phục vụ từ năm 1965, một phiên bản nâng cấp lên pháo Rheinmetall L44 120 mm được xem xét để bắt kịp với các thiết kế chiến xa mới của Liên Xô như T-64, nhưng điều này đã bị hủy bỏ khi Đức tham gia hợp tác với Hoa Kỳ phát triển dự án "siêu chiến xa" MBT-70. MBT-70 là một thiết kế mang tính cách mạng, nhưng sau đó do chi phí quá lớn, Đức rút khỏi dự án vào năm 1969.
Việc về phát triển một mẫu chiến xa khác được bắt đầu vào năm 1970 bởi Krauss-Maffei. Một năm sau, một sự chon lựa đã được thực hiện dựa trên một dự án vào cuối những năm 60 là Experimentalentwicklung (sau này được đặt tên Keiler), thay vì sửa đổi MBT-70 hoặc Eber. Tên của thiết kế được xác định trong năm 1971 là "Leopard 2" với bản Leopard ban đầu thành Leopard 1. Mười bảy nguyên mẫu được đặt hàng năm đó (nhưng chỉ có 16 thân chiến xa được chế tạo). Chúng phải có một trọng lượng tối đa 50 tấn.
Ngày 11 tháng 12, năm 1974, một Bản ghi nhớ đã được ký kết với Hoa Kỳ để có thể sản xuất có của một chiến xa chủ lực mới, sau khi người Mỹ đã mua và nghiên cứu nguyên mẫu thân chiến xa số 7 năm 1973. Theo quan điểm kinh nghiệm sau cuộc chiến tranh Yom Kippur, thì chiến xa mới cần một mức độ bảo vệ cao hơn rất nhiều so với yêu cầu đã được thực hiện trong các nguyên mẫu, sử dụng rất nhiều giáp có độ dốc và khoảng cách đều nhau. Trọng lượng chiến xa được tăng lên đến 60 tấn. Nguyên mẫu tháp pháo số 14 đã được thay đổi để thử nghiệm một cấu hình giáp mới, và được biến thành một tháp pháo ô vuông như là một kết quả của việc sử dụng áo giáp thép đục lỗ theo chiều dọc, nó cồng kềnh hơn so với tháp pháo của một Leopard 1 vì có một kho lưu trữ đạn dược ở phía sau. Leopard 2 do đó ban đầu sử dụng áo giáp đục lỗ, và không phải giáp Chobham như tuyên bố. PT-14 (nguyên mẫu số 14) được sử dụng pháo 120 mm Rheinmetall (như M1 Abrams của Mỹ). Sau này, hai thân chiến xa nguyên mẫu mới và ba tháp pháo được đặt hàng, một thân chiến xa PT-20 gắn pháo L7A3 105 mm nguyên bản của Leopard 1 và hệ thống kiểm soát hỏa lực Hughes, thân chiến xa thứ hai (PT-19) với cùng một hệ thống kiểm soát hỏa lực nhưng có thể lại sử dụng pháo 120 mm Rheinmetall, và một thân chiến xa PT-21 gắn Hughes-Krupp Atlas Elektronik EMES 13 hệ thống phòng chống cháy, với khẩu pháo 120 mm.

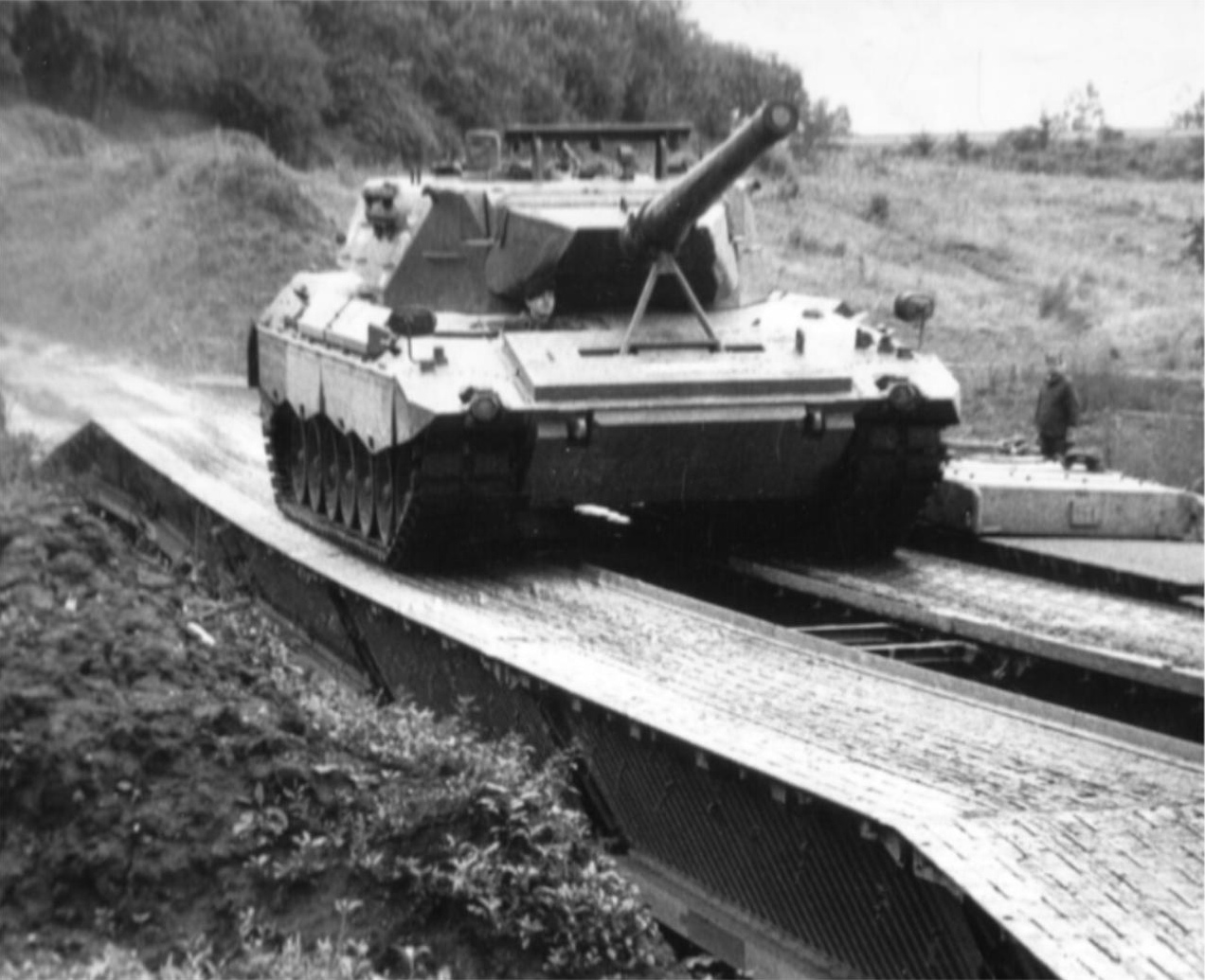
Nguyên mẫu Leopard 2 PT 19 (1978)

Vào giữa năm 1976 nguyên mẫu số 19 đã được lắp ráp và vận chuyển đến Mỹ, cùng với nguyên mẫu số hai mươi để kiểm tra giáp. Nguyên mẫu được gọi là Leopard 2AV bởi vì nó có một hệ thống kiểm soát hỏa lực đơn giản hóa. Nó đã đến Mỹ vào cuối tháng 8 năm 1976, và kiểm tra so sánh giữa Leopard 2 nguyên mẫu và XM1 (tên nguyên mẫu của loại M1 Abrams) đã được tổ chức từ ngày 01 tháng 9 tại Aberdeen Proving Ground, kéo dài cho đến tháng 12 năm 1976. Quân đội Mỹ báo cáo rằng cuộc so sánh Leopard 2 và XM1 là so sánh về hỏa lực và tính di động, nhưng XM1 trội hơn về giáp bảo vệ. Hôm nay chúng ta biết điều này là sự thật liên quan đến đạn nổ lõm, nhưng chống lại các loại KE tấn công Leopard 2 đã cao gần như gấp hai lần bảo vệ M1 gốc (650 mm so với 350 mm). Nhiên liệu động cơ diesel là cũng đáng tin cậy hơn, và cung cấp hiệu suất tương tự với mức tiêu thụ nhiên liệu ít hơn, với tiếng ồn lớn hơn nhưng tỏa nhiệt nhỏ hơn. Loại động cơ này cũng cho phép khởi động và tắt động cơ nhanh chóng để ngăn chặn cháy sau thời gian dài để máy chạy trên chiến trường.
Nguyên mẫu số 20 được trang bị với trọng lượng mô phỏng, sau đó nó được phát hiện ra rằng nguyên mẫu bằng trọng lượng của tháp pháo mà không có giáp được trang bị mô-đun, hủy bỏ hiệu lực tất cả các dữ liệu hiệu suất. Sau khi thử nghiệm so sánh các Leopard 2 nguyên mẫu này đã được trả lại Đức để đánh giá thêm, nhưng tháp pháo nguyên mẫu số 19 vẫn được trang bị giáp giống nguyên mẫu 7, trong khi khẩu pháo của nó đã được thay bằng pháo 120 mm Rheinmetall. Trong các thử nghiệm cho đến tháng 3 năm 1977, nó đã được cho rằng có hiệu suất cao hơn nhiều so với pháo 105 mm L7 gắn trên Abrams, đã được xác nhận sau đó bới NATO trong cuộc thi chiến xa pháo binh.
Trước khi kiểm tra Hoa Kỳ đã chọn Chrysler XM1 là nguyên mẫu phát triển hoàn thiện. Trong tháng 1 năm 1977, Đức đã đặt hàng 3 thân chiến xa và 2 tháp pháo, giao hàng vào năm 1978. Những chiếc xe này đã tăng cường giáp bảo vệ trên mặt trước thân. Trong 1977, 1.800 xe Leopard 2 được đặt hàng, được sản xuất trong năm lô. Lô đầu tiên đã được giao vào ngày 25 Tháng Mười 1979. Quân đội Hà Lan đã từ chối mua M1 do chi phí vận hành cao và việc người Mỹ từ chối bán pháo 120 mm cho Hà Lan và thay vào đó họ đã đặt mua 445 chiếc Leopard 2 vào ngày 02 tháng 3 năm 1979. Thụy Sĩ đặt mua 35 xe tăng vào 24 Tháng Tám 1983 và bắt đầu cấp giấy phép sản xuất thêm 345 xe trong tháng 12 năm 1987. Vì vậy hầu như không thành công trong việc xuất khẩu những năm 1980 (không có chiến xa thế hệ mới nhất), loại đã trở thành rất phổ biến trong những năm 1990, khi thu hẹp lại quân đội, Đức đã cung cấp nhiều chiếc Leopard 2 ở một mức giá mềm. Nó đã thành công đủ ở Châu Âu mà nhà sản xuất bắt đầu gọi nó là "Euro Leopard", mặc dù Pháp, Anh, Italy đều có chiến xa chủ lực riêng của họ. Tuy nhiên, sau này họ không chỉ thành công ở châu Âu, nên cái tên " Global-Leopard " bây giờ được sử dụng thay vào đó.

## Thiết kế

### Giáp trụ bảo vệ
Leopard 2 sử dụng loại giáp khoảng cách đều nhau, gồm nhiều lớp giáp tổng hợp trong suốt thiết kế. Đầu thập niên 1990, thử nghiệm của Đức cho thấy đạn nổ lõm cỡ 125mm của chiến xa T-72 có thể xuyên thủng giáp trước của Leopard-2A4, vì vậy Leopard 2A5 trở về sau có thêm giáp hộp được gắn kèm vào phía trước tháp pháo, và trên giáp váy. Ước tính mức độ bảo vệ cho Leopard 2A6 đạt tương đương 590 – 690 mm thép cán ở mặt trước tháp pháo và 600 mm ở mặt trước thân xe (khi chống đạn APFSDS); hoặc tới 920 – 940 mm ở mặt trước tháp pháo và khoảng 620 mm ở mặt trước thân xe (khi chống đạn HEAT). Bảo vệ mìn ở các phiên bản Leopard 2A4M và 2A6M có thêm một tấm bảo vệ ở phần bụng, làm tăng sự bảo vệ chống lại mìn và các thiết bị nổ. Tất cả các biến thể từ Leopard 2 từ phiên bản 2A6 đều có các tấm lót bên trong chiến xa, bảo vệ kíp lái. Leopard2A6M CAN được tăng cường bảo vệ chống lại RPG bằng cách mang giáp lồng thép.
Lớp giáp trước của Leopard 2 khá dày có khả năng chống lại các hỏa tiễn chống chiến xa, nhưng ở hai bên sườn, đặc biệt ở vị trí 2 bên tháp pháo lại khá mỏng. Nhiều chiến xa Leopard 2A4 bị tiêu diệt do bị bắn xuyên tháp pháo từ 2 bên, làm khoang đạn phát nổ đã được ghi nhận trong các trận chiến của quân đội Thổ Nhĩ Kỳ tại al-Bab, Syria vào tháng 12/2016
Leopard 2 có một nhược điểm thiết kế là vị trí 2 khoang chứa đạn dễ gặp rủi ro. Khoang chính (27 viên) được đặt ở phía trước bên trái của thân xe, ngay bên cạnh vị trí lái xe. Trong chiến đấu thì vị trí này rất dễ bị trúng đạn, nếu vỏ giáp bị xuyên thủng thì đạn pháo ở đây sẽ bị kích nổ theo khiến xe bị phá hủy hoàn toàn. Khoang phụ (15 viên) thì đặt phía sau bên trái tháp pháo, vị trí này khó trúng đạn hơn nhưng vỏ giáp lại mỏng, nếu xe bị bắn ngang hông từ bên trái thì chỉ cần vũ khí chống chiến xa kiểu cũ cũng có bắn xuyên giáp và làm đạn pháo tại khoang phụ bị kích nổ. Để tránh rủi ro, khoang chứa đạn sau tháp pháo có thể được để trống, nhưng sẽ làm dự trữ đạn pháo của xe bị giảm đi nhiều.
Những phân tích đã chỉ ra điểm yếu của kiểu thiết kế khoang đạn ở tháp pháo phía sau của Leopard 2. Đó là các phát đạn xuyên thủng phía trước tháp pháo cũng sẽ tiếp tục lao tới theo đường thẳng, đánh trúng vào kho đạn ở phía sau tháp pháo và làm nó nổ tung (xe tăng Nga để đạn dưới thân xe sẽ không gặp tình trạng này). Các tấm ván ngăn cách khoang đạn với buồng lái có thể chặn luồng nhiệt do sự đốt cháy thuốc phóng, nhưng vô dụng nếu các loại đạn nổ mạnh (HE) bị kích nổ. Mặt khác, với kho đạn ở phía sau, tháp pháo Leopard 2 trở nên to quá khổ, khiến giáp hông không thể làm dày (do xe đã quá nặng) và khiến nó trở thành mục tiêu dễ bị bắn trúng từ 2 bên hông. Đánh trúng tháp pháo phía sau của Leopard 2 là không khó, đặc biệt là với bộ binh mang súng chống tăng vác vai hoặc tên lửa chống tăng ẩn nấp từ mọi phía, hoặc UAV lao xuống từ trên cao. Trong chiến tranh Nga-Ucraina 2022, có nhiều hình ảnh và video mô tả những chiếc Leopard 2 bị phá hủy hoàn toàn do khoang đạn phía sau tháp pháo bị bắn trúng và nổ tung, có khi chỉ bởi những chiếc Flycam dân dụng gắn đầu đạn chống tăng đời cũ như RPG-7 lao từ trên cao xuống.
Mỗi bên xe có 4 ống bắn đạn khói Wegmann 76 mm được gắn ở hai bên tháp pháo và có thể được bắn phát một hoặc liên tiếp được gắn trên hầu hết các phiên bản Leopard 2, trừ ngoại lệ của Leopard 2 của Hà Lan, vì hệ thống đó đã được thay bằng một hệ thống khói của Hà Lan được thiết kế với sáu súng mỗi bên. Leopard 2 của Thụy Điển sử dụng hệ thống phun khói mù của Pháp là GALIX, tương tự như hệ thống trên chiến xa Leclerc của Pháp.
.
Kíp lái cũng được bảo vệ chống lại phóng xạ, vũ khí sinh học và các mối đe dọa hóa học (NBC), Leopard 2 được trang bị với một hệ thống overpressurization NBC cung cấp lên đến 4 mbar (0.004 kp/cm2) áp lực tối đa bên trong xe.
Leopard 2 được trang bị một hệ thống phòng cháy chữa cháy. Bốn bình chữa cháy 9 kg Halon được cài đặt ngay phía sau ghế của lái xe. Các chai được kết nối với ống dẫn và được kích hoạt tự động bởi hệ thống phát hiện cháy, khi nhiệt độ tăng lên trên 82 °C (180 °F) bên trong khoang chiến đấu, hoặc bằng tay thông qua một bảng điều khiển trong khoang lái. Thêm một bình chữa cháy 2,5 kg Halon cũng được để trên mặt trước của xe ngay dưới pháo chính.

### Vũ khí

#### Vũ khí chính
Trang bị vũ khí chính cho các phiên bản sản xuất của Leopard 2 là các pháo nòng trơn Rheinmetall 120 mm, hoặc các biến thể L44 (tìm thấy trên tất cả các phiên bản sản xuất Leopard 2 cho đến A5), hoặc biến thể L55 (trên Leopard 2A6 và các phiên bản tiếp theo). 27 viên đạn của các đạn pháo chính được để trong 1 khoang chứa đặc biệt trong phần phía trước của xe, phía bên trái của lái xe, 15 viên đạn bổ sung được lưu giữ trong thùng đạn ở tháp pháo, và được lấy ra từ khoang qua một cánh cửa hoạt động bằng điện. Nếu các khu vực lưu trữ đạn bị bắn, một bảng điều khiển sẽ mở mái mái tháp pháo để kíp lái thoát ra ngoài. Pháo Leopard hoàn toàn ổn định, và có thể bắn một loạt các loại đạn, chẳng hạn như đạn chống tăng DM33 APFSDS-T của Đức, có thể xuyên 560 mm (22 in) thép trong phạm vi 2.000 m (2.200 yd),, và đạn chống chiến xa đa năng DM12 của Đức. Một loại đạn mới là APFSDS-T dành cho pháo L55 đã được giới thiệu để tận dụng lợi thế của pháo, được cho là có thể xuyên qua 810 mm thép ở phạm vi 2.000 mét. Khoang điều khiển và nhiệt độ của tháp pháo ở các phiên bản A4 và A5, được thiết kế để điều chỉnh nhiệt độ của nòng, được chế tạo bằng thủy tinh và nhựa chịu nhiệt.Nòng pháo có một lớp crôm để tăng tuổi thọ nòng. Pháo chính có khả năng nâng nòng từ +20° đến -9 °.
Rheinmetall đã phát triển một bản nâng cấp cho Leopard 2 có khả năng bắn hỏa tiễn điều khiển chống chiến xa LAHAT thông qua pháo chính, hỏa tiễn có thể tấn công các mục tiêu ở phạm vi 6.000 mét (20.000 ft).

#### Vũ khí phụ
Leopard 2 được trang bị hai súng máy, 1 là súng máy đồng trục, 2 là súng phòng không. Trên các phiên bản của Đức sử dụng súng máy 7,62 mm MG 3, trên các phiên bản của Hà Lan và Singapore, hai súng máy 7,62mm FN MAG được sử dụng, và trên các phiên bản Thụy Sĩ sử dụng súng máy 7,5 mm MG 51. 4750 viên đạn súng máy có trên Leopard 2.

#### Hệ thống điều khiển hỏa lực

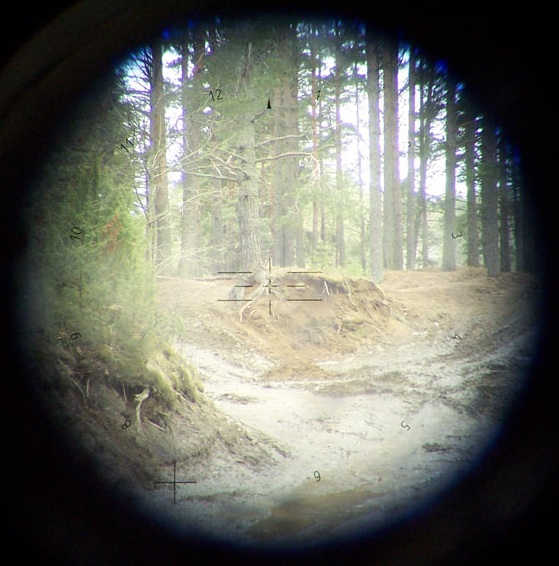
Nhìn thông qua kính nhắm PERI R17

Hệ thống kiểm soát hỏa lực tiêu chuẩn tìm thấy trên Leopard 2 là hệ thống EMES 15 của Đức hệ thống điều khiển với độ thu phóng ổn định tầm nhìn chính. Kính ngắm chính làm từ Neodymium tích hợp Yttrium Aluminium Garnet (Nd: YAG) laser trạng thái rắn rangefinder và 120 phần tử cadmium thủy ngân telluride, CdHgTe (còn được gọi là CMT) kính ngắm nhiệt Zeiss thuộc bộ phận kiểm soát hỏa lực của chiến xa. Một kính viễn vọng phụ trợ 8x FERO-Z18 cũng được gắn đồng trục cho các xạ thủ.
EMES-15 gồm 2 kênh quang học: ban ngày và ban đêm. Kính ngắm ban đêm bao gồm camera ảnh nhiệt với độ phóng đại 4x hoặc 12x. Kính ngắm ban ngày thì chỉ có độ phóng đại cố định là 12x, do vậy nhược điểm của kênh ngắm ban ngày là trường nhìn rất hẹp, nếu mục tiêu di động ở cự ly gần thì rất khó để quan sát và Theo dõi mục tiêu.
Chỉ huy có một kính tiềm vọng độc lập là Rheinmetall Zeiss PERI-R 17 A2. PERI-R 17 A2 là một kính tiềm vọng có tầm nhìn toàn cảnh được thiết kế để quan sát bất kể ngày hay đêm và xác định mục tiêu, và nó cung cấp một cái nhìn xung quanh đến 360 °. Hình ảnh nhiệt từ kính tiềm vọng của chỉ huy được hiển thị trên một màn hình bên trong chiến xa. Chiến xa phiên bản ban đầu không được trang bị với một kính nhắm nhiệt học, và thay vào đó là hệ thống TV 200 PZB được thay thế tạm thời.
Các bộ điều khiển hỏa lực có khả năng cung cấp ba mục tiêu trong khoảng bốn giây. Phạm vi dữ liệu được truyền đến máy tính điều khiển hỏa lực và được sử dụng để tính toán và khai hỏa. Ngoài ra, bởi vì các máy đo khoảng cách laser được tích hợp với tầm quan sát bằng mắt pháo thủ, pháo thủ có thể đọc các phép đo phạm vi kỹ thuật số trực tiếp. Phạm vi tối đa của máy đo khoảng cách laser chỉ là thấp hơn 10.000 m với độ chính xác đo lường trong phạm vi 20 m ở phạm vi này. Hệ thống kết hợp cho phép Leopard 2 có thể tham gia tấn công vào mục tiêu di động ở phạm vi lên đến 5.000 mét kể cả khi nó di chuyển trên địa hình gồ ghề.

### Động cơ

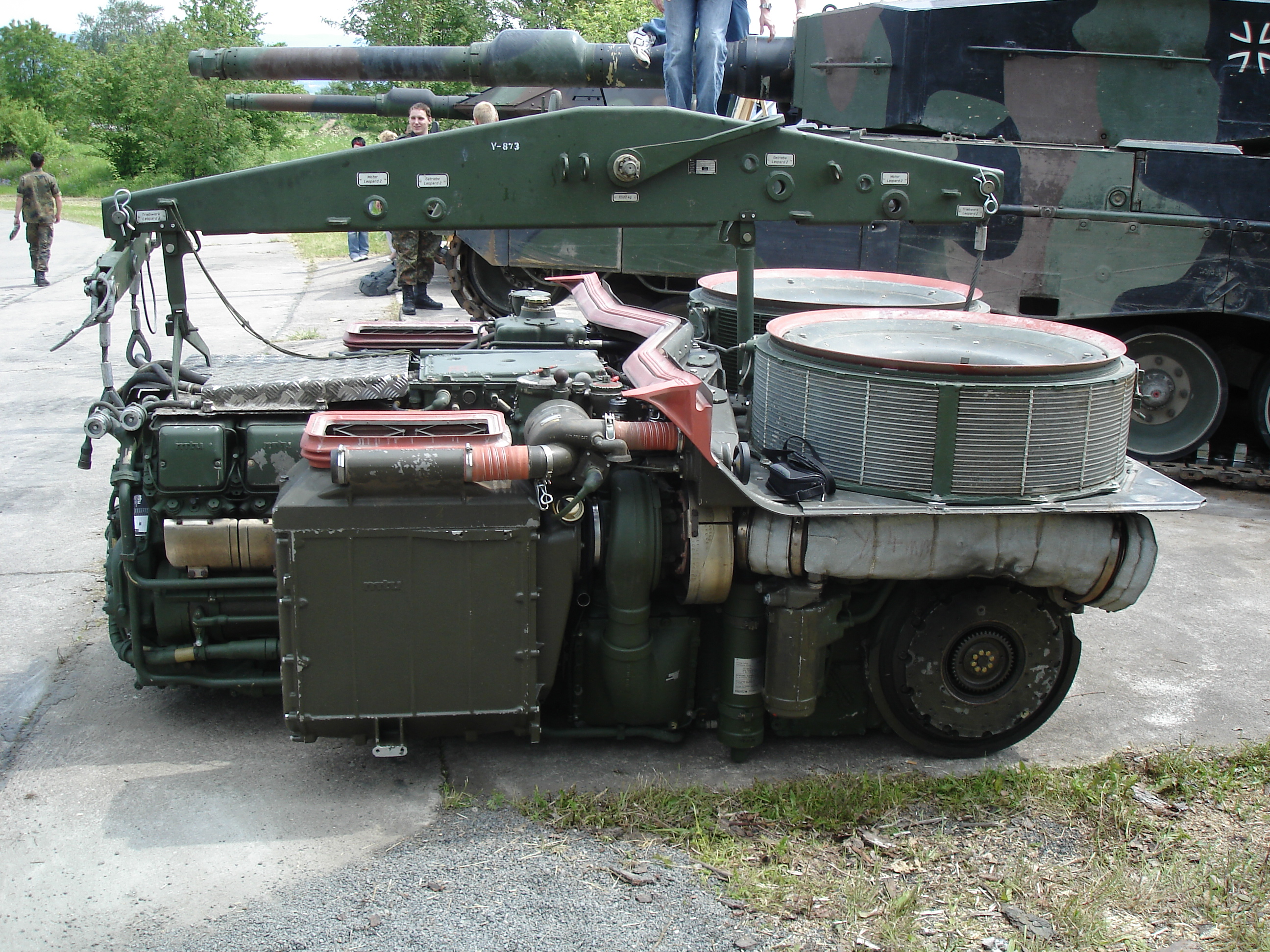
Động cơ MTU của Leopard 2

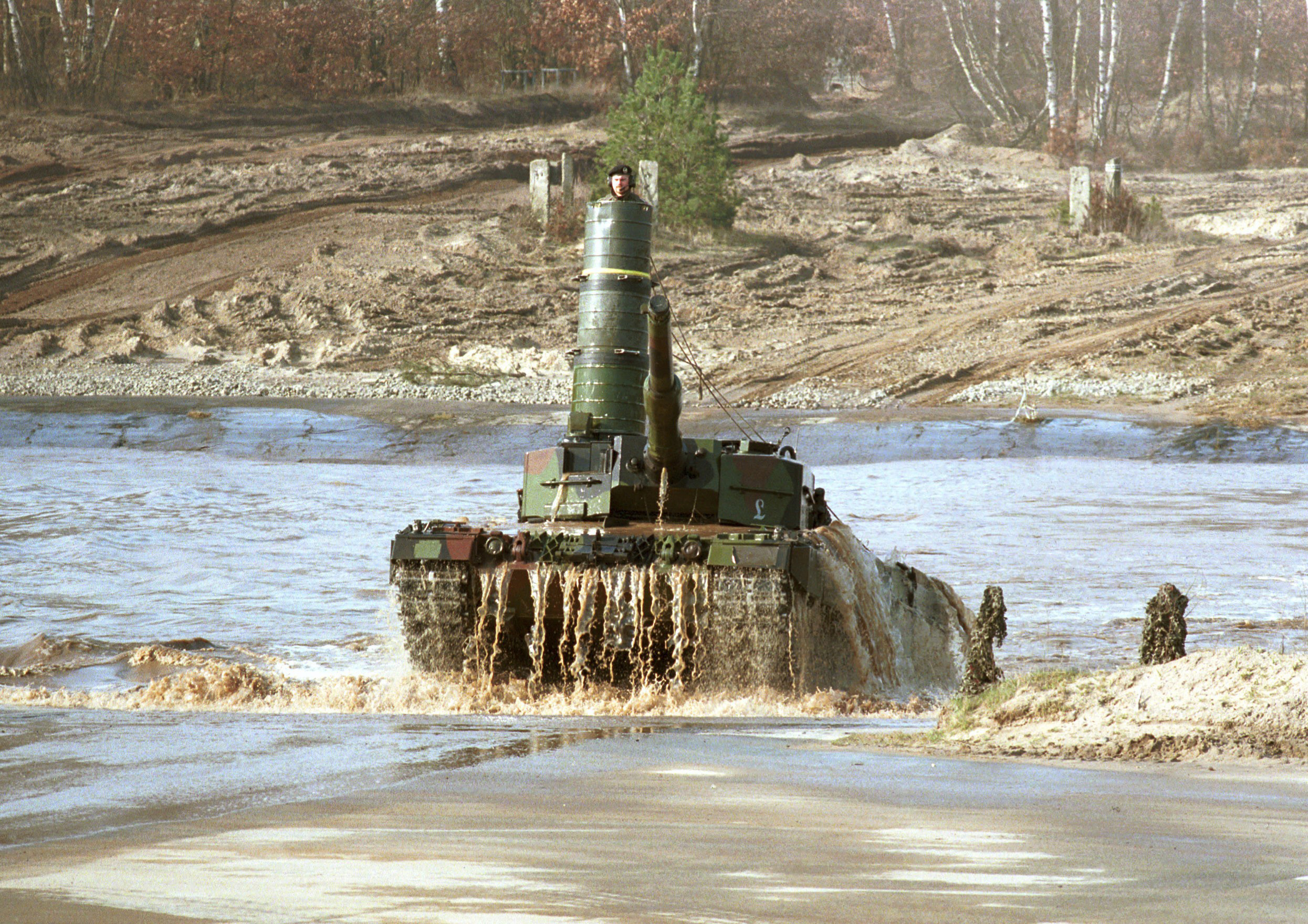
Leopard 2A4 của Đức với ống thở trên tháp pháo.

Leopard2 được đẩy bằng động cơ diesel MTU MB 873, trong đó cung cấp 1.500 PS (1.103 kW) sức mạnh động cơ. MTU MB 873 là động cơ diesel bốn thì, 47,6 lít, 12 xi-lanh đa nhiên liệu, khí thải turbo-tích điện, động cơ làm mát bằng chất lỏng, trong đó có tỷ lệ tiêu thụ nhiên liệu ước tính khoảng 300 lít trên 100 km đường trường và 500 lít cho mỗi 100 km trên đường gồ ghề, và cùng với các thiết bị Renk 354 HSWL và hệ thống phanh. bộ truyền tải Renk HSWL 354 có 4 số tiến, 2 bánh răng đảo ngược với một công cụ chuyển đổi mô-men xoắn và hoàn toàn tự động, với các trình điều khiển lựa chọn phạm vi. Leopard 2 có 4 thùng nhiên liệu, có tổng dung tích khoảng 1.160 lít, tầm hoạt động của chiến xa khoảng 500 km. Cùng với nhau, gói động cơ đẩy có khả năng đưa tốc độ Leopard 2 trên đường trường tới 68 km/h (giới hạn bởi pháp luật, chỉ dược chạy 50 km/h trong thời bình), và chạy lùi với vận tốc 31 km/h. Động cơ và bộ truyền tải được ngăn cách với khoang lái thông qua một vách chống cháy Một phiên bản nâng cao của EuroPowerPack (1 gói động cơ bao gồm động cơ MTU MT883 và hộp số tự động Renk HSWL 295TM),động cơ MTU MT883 cũng đã được thử nghiệm trên Leopard 2.
Leopard2 có một hệ thống treo thanh xoắn, và có bộ giảm chấn ma sát tiên tiến. Các hộp số bao gồm bảy bánh xe đường kiểu bánh cao su kép và bốn con lăn cho mỗi bên, với bánh xe đệm xích ở phía trước và ổ đĩa ở phía sau. Các bánh xích trên Leopard 2 là loại bánh xích Diehl 570F, với kết nối kết thúc cao su, có các miếng đệm cao su có thể tháo rời và sử dụng 82 liên kết trên mỗi xích. Để sử dụng trên mặt đất đóng băng, lên đến 18 miếng đệm cao su có thể được thay thế bằng cùng một số tấm vấu dây xích, được cất trong xe khi không sử dụng. Phần trên của bánh xích được bảo vệ với giáp váy, với hai bánh xe đầu tiên và bánh đệm bao phủ bởi giáp váy.
Leopard 2 có thể lặn sâu 4 m (13 ft) với ống thở và lội qua nước sâu 1,2 m (3 ft 11 in) mà không cần bất cứ thiết bị hỗ trợ nào , ngoài ra nó còn có thể leo lên các vách dựng đứng cao khoảng 1 m .
Quân đội Đức đã dành ưu tiên cho tốc độ của Leopard 2 và được xem là chiến xa nhanh nhất.

## Sản xuất
Trong tháng 9 năm 1977, Bộ Quốc phòng Đức quyết định đi trước với kế hoạch sản xuất 1.800 chiếc Leopard 2, sẽ được chuyển giao trong năm lô. Krauss-Maffei một lần nữa được chọn làm nhà thầu chính, nhưng thời gian này Maschinenbau Kiel (MAK) tại Kiel trở thành nhà thầu phụ với 45% công việc. Việc giao hàng bắt đầu vào năm 1979 và 1982, loạt đầu tiên gồm 380 Leopard 2; 209 của Krauss-Maffei sản xuất (Số khung từ 10001 đến 10210) và 171 chiếc do MAK sản xuất (Chassis Nr 20001-20172) đã được hoàn thành. Trong số này được trang bị với một hệ thống tăng cường hình ảnh, 80 chiếc cuối cùng với một hệ thống mới tầm nhìn nhiệt, và sau đó đã được trang bị thêm cho các chiếc được sản xuất trước đó.
Các khách hàng xuất khẩu đầu tiên là Hà Lan đã nhận được 445 xe trong khoảng thời gian từ tháng 7 năm 1981 tới tháng 7 năm 1986. Hà Lan sau này bán lại 114 chiếc(và 1 tháp pháo) cho Áo, 80 chiếc đến Canada vào năm 2007 và 52 chiến xa khác cho Na Uy và 37 chiếc cho Bồ Đào Nha. Thụy Điển cũng đã mua 280 chiếc Leopard 2, 160 chiếc 2A4 từ hàng tồn kho của Đức, và phần Leopard 2 còn lại là các biến thể Leopard 2A5. Tây Ban Nha thuê và sau đó mua 108 chiếc thuộc phiên bản 2A4 trong giai đoạn tạm thời trước khi 219 giấy phép sản xuất phiên bản Leopard 2A6 (Leopard 2E) được thông qua. Thụy Sĩ đã mua 380 chiếc từ năm 1987 đến năm 1993. Một số quốc gia cũng sử dụng các biến thể của Leopard, bao gồm Ba Lan, Đan Mạch, Phần Lan, Hy Lạp (giấy phép sản xuất Leopard 2Hel), Thổ Nhĩ Kỳ và Chile. Đức sở hữu khoảng 2.125 chiếc Leopard 2 gồm nhiều biến thể khác nhau. Thiết kế cũng đã được thử nghiệm tại Anh trong thập niên 1980, mà cuối cùng quyết định trên Challenger 1. Quân đội Úc đánh giá việc nhập khẩu Leopard 2 của Đức như là một giải pháp thay thế cho chiến xa Leopard 1 vào năm 2003 nhưng sau đó Úc lại chọn M1 Abrams.

## Lịch sử chiến đấu

### KFOR
Một số Leopard 2A4 và 2A5 của Đức đã hoạt động trong Lực lượng Kovso.

### IFOR/SFOR
Leopard 2A4 và Leopard 2A5 của Quân đội Hà Lan tại Bosnia-Hercegovina đã hoạt động tại các căn cứ quân sự NLD tại Bugojno, Novi Travnik và Suica.

### ISAF/OEF
Trong tháng 10 năm 2003, Canada được lập kế hoạch để thay thế Leopard C2 (Leopard 1) pháo chống chiến xa bánh hơi M1128. Tuy nhiên, kinh nghiệm hoạt động ở Afghanistan, và đặc biệt là trong Chiến dịch Medusa, thuyết phục được quân đội Canada về tính hữu ích của việc duy trì chiến xa. Leopard C2s đã được triển khai đến Kandahar(Afghanistan) vào tháng 12 năm 2006, nhưng do phục vụ gần 30 năm và gần cuối của cuộc đời hoạt động của nó. Chính phủ Canada đã quyết định mua 20 Leopard 2A6 và ba xe thiết giáp đã qua sử dụng từ Đức để triển khai tới Afghanistan. Vào cuối tháng 8 năm 2007, chiếc Leopard 2 đầu tiên được chuyển vận bằng phi cơ tới Afghanistan để trang bị cho quân đội Hoàng gia Canada.
Trong một cuộc tấn công ngày 02 tháng 11 năm 2007, một Leopard 2A6M đã gặp phải một thiết bị nổ tự tạo (IED) và sống sót mà không có thương vong: "Kíp lái của tôi tình cờ gặp IED và làm nên lịch sử", Bộ trưởng Bộ Quốc phòng Canada, Tướng Rick Hillier từ chối báo cáo rằng chiến xa Leopard 2 đã bị tấn công bởi IED, và nhấn mạnh rằng chiến xa đã được sửa chữa và tái sử dụng. "Taliban đã được tham chiến với một số chiến xa Leopard 2 mới trong nhiều cuộc phục kích" và kết quả là Taliban "đã học được một số bài học rất khắc nghiệt" và thương vong trong trận chiến với nghi vấn "rất nhanh chóng và rất dữ dội."
Trong tháng 10 năm 2007, Đan Mạch cũng triển khai Leopard 2A5 DKs của mình hỗ trợ các hoạt động ở miền nam Afghanistan. Các đơn vị chiến xa của Đan Mạch được rút ra từ các tiểu đoàn đầu tiên của Dragonregiment Jydske (Trung đoàn Jutland Dragoons), ba chiến xa và xe thiết giáp chuyển quân M-113, với một chiếc xe thiết giáp sau sửa chữa và một số tăng dự bị khác. Các phiên bản Leopard 2A5 của Đan Mạch được trang bị với tấm ngụy trang Barracuda của Thụy Điển, để hạn chế sự hấp thụ nhiệt năng mặt trời, do đó giảm hồng ngoại và nhiệt độ bên trong.
Trong tháng 1 năm 2008, chiến xa Đan Mạch đã tấn công lực lượng Taliban gần sông Helmand bằng cách hỗ trợ bộ binh của Đan Mạch và Anh từ vị trí cao. Ngày 26 Tháng Hai năm 2008, 2 chiến xa Leopard 2 của Đan Mạch bị tấn công bởi một thiết bị nổ, làm hư hại một xích. Không có ai bị thương và các chiến xa trở lại trại để sửa chữa. Tử vong đầu tiên xảy ra cho kíp lái Leopard 2 vào ngày 25 tháng 7 năm 2008, khi Leopard 2A5 của Đan Mạch gặp phải một thiết bị nổ tự tạo (IED) ở tỉnh Helmand. Xe đã chạy tiếp 200 mét (656 ft) trước khi nó dừng lại. Ba thành viên trong kíp lái bốn người đã thoát khỏi mặc dù bị thương, nhưng lái xe bị mắc kẹt bên trong và những điều trị tại chỗ bởi các nhân viên y tế Đan Mạch không thể cứu anh ta. Chiếc xe được kéo về căn cứ chuyển tiếp FOB Attal và sau đó đưa cho FOB Armadillo để điều tra và sử dụng lại nếu có thể. Trong thời gian giao chiến cùng với lực lượng Taliban, một chiếc chiến xa thứ hai đã bị trúng trong một vụ nổ nhưng không ai trong kíp lái bị thương. Bắt đầu từ ngày 07 tháng 12 năm 2008, Leopard 2 tham gia trong Chiến dịch Red Dagger, bắn 31 viên đạn hỗ trợ quân đội Liên minh, kết quả họ đã chiếm lại quận Nad Ali. Một thông cáo báo chí từ Bộ quốc phòng Anh tuyên bố những chiếc chiến xa là một yếu tố quyết định trong sự thành công liên minh, và đánh giá cao tính chính xác của hỏa lực và linh động của nó.

### Thổ Nhĩ Kỳ
Trong Nội chiến Syria, 50 chiến xa Leopard 2A4 đã được Thổ Nhĩ Kỳ dùng trong chiến dịch quân sự can thiệp vào Syria. Các nhóm phiến quân có hàng ngàn hệ thống hỏa tiễn chống chiến xa xuất xứ từ các nước. Số hỏa tiễn  này đã gây thiệt hại nặng cho lực lượng chiến xa Leopard 2A4 của quân đội Thổ Nhĩ Kỳ. Tại chiến trường Syria, 8 chiến xa Leopard 2A4 của Thổ Nhĩ Kỳ đã bị phá hủy, 2 chiếc khác bị thu giữ chỉ sau 3 tháng chiến đấu cuối năm 2016

## Biến thể

### Leopard 2
Leopard 2 cơ bản, đôi khi chính thức được gọi là "A0" để phân biệt nó với các phiên bản sau này, là series đầu tiên được sản xuất. Các xe được sản xuất từ tháng 10 năm 1979 cho đến năm 1982, hoàn thành 380 xe. Có 209 chiếc được sản xuất bởi Krauss Maffei và 171 bởi MaK. Thiết bị cơ bản bao gồm hệ thống điện-thủy lực WNA-H22, máy tính kiểm soát hỏa lực, máy đo khoảng cách bằng laser, cảm biến gió, một kính quan sát EMES 15, kính tiềm vọng toàn cảnh R17 PERI, tháp quan sát FERO Z18, trên nóc tháp chiến xa lắp đặt một máy tính thử nghiệm thiết lập RPP 1–8. 200 xe được trang bị TV tăng cường độ sáng thấp (PZB 200) thay vì hình ảnh nhiệt. Hai khung phục vụ như là phương tiện huấn luyện.

### Leopard 2A1
Phiên bản này có một số thay đổi nhỏ về tầm nhìn của xạ thủ đã được sản xuất hàng loạt đợt thứ 2 có 450 xe Leopard 2 được chỉ định là phiên bản A1; 248 chiếc của Krauss-Maffei (Số khung từ Nr 10211 đến 10458.) và do 202 MaK (Số khung từ 20173 đến 20347.). Việc giao hàng của phiên bản 2A1 bắt đầu tháng 3 năm 1982 và kết thúc vào tháng 11 năm 1983. Hai thay đổi đáng chú ý nhất là sửa đổi, bổ sung các giá đỡ đạn dược cho là giống với M1 Abrams, và thiết kế lại các bộ lọc nhiên liệu để giảm thời gian tiếp nhiên liệu.
Đợt thứ ba gồm 300 Leopard 2; 165 do Krauss-Maffei sản xuất (Số khung 10.459-10.623) và 135 do MaK sản xuất (Số khung 20.375-20.509) 2A1 loạt thứ ba được xây dựng giữa tháng 11 năm 1983 và tháng 11 năm 1984, trong đó bao gồm thay đổi nhỏ sau đó đã được trang bị thêm cho 2A1 được sản xuất trước đó.

### Leopard 2A2
Chỉ định này đã được trao cho xe nâng cấp của hàng loạt Leopard 2A0, đưa đến các tiêu chuẩn của đợt thứ hai và thứ ba. Điều này hiện đại hóa dần dần thay thế ban đầu điểm quan sát PZB 200 trong lô hàng đầu tiên với các điểm quan sát nhiệt EMES 15. Hơn nữa việc nâng cấp bao gồm việc lắp cửa phụ và nắp bể chứa nhiên liệu phía trước để cho phép tiếp nhiên liệu riêng biệt, cũng như bổ sung của một tấm làm lệch hướng các kính tiềm vọng và tấm hỗ trợ lớn để bảo vệ hệ thống bảo vệ NBC hiện có. Cuối cùng, chiến xa đã được đưa ra loại cáp mới kéo 5 mét với một vị trí khác nhau. Chương trình bắt đầu vào năm 1984 và kết thúc vào năm 1987, đợt thứ ba thứ tư và thứ năm là trong thời gian này sản xuất với các tính năng tương tự.Hàng loạt hiện đại hóa đầu tiên có thể được công nhận bởi các tấm tròn bao gồm các lỗ, nơi các bộ cảm biến gió cho hệ thống điều khiển hỏa lực đã được gỡ bỏ.

### Leopard 2A3
Đợt giao hàng thứ tư là 300 xe, gồm 165 chiếc do Krauss-Maffei (Đánh số từ 10.624 đến 10.788) và 135 chiếc MaK (Đánh số từ 20.510 đến 20.644) đã được giao từ tháng 12 năm 1984 đến tháng 12 năm 1985. Sự thay đổi chính trong phiên bản này là sự bổ sung của bộ đài phát thanh kỹ thuật số SEM80/90 (cũng được trang bị cho Leopard 1 lúc đó). Ngay cả với những thay đổi nhỏ, lô xe mới cũng được đặt tên là 2A3. Theo Nowa TECHNIKA Wojskowa vào tháng 3 năm 2003, Đức đã tiến hành một thử nghiệm T-72 chống lại Leopard 2A3 và A4 đời đầu, đạn 3BM22 không thể xuyên vào giáp trước ở phạm vi 500 m, và một số đạn APFSDS của Liên Xô với lõi wolfram có thể xuyên qua trong phạm vi 1 km.

### Leopard 2A4

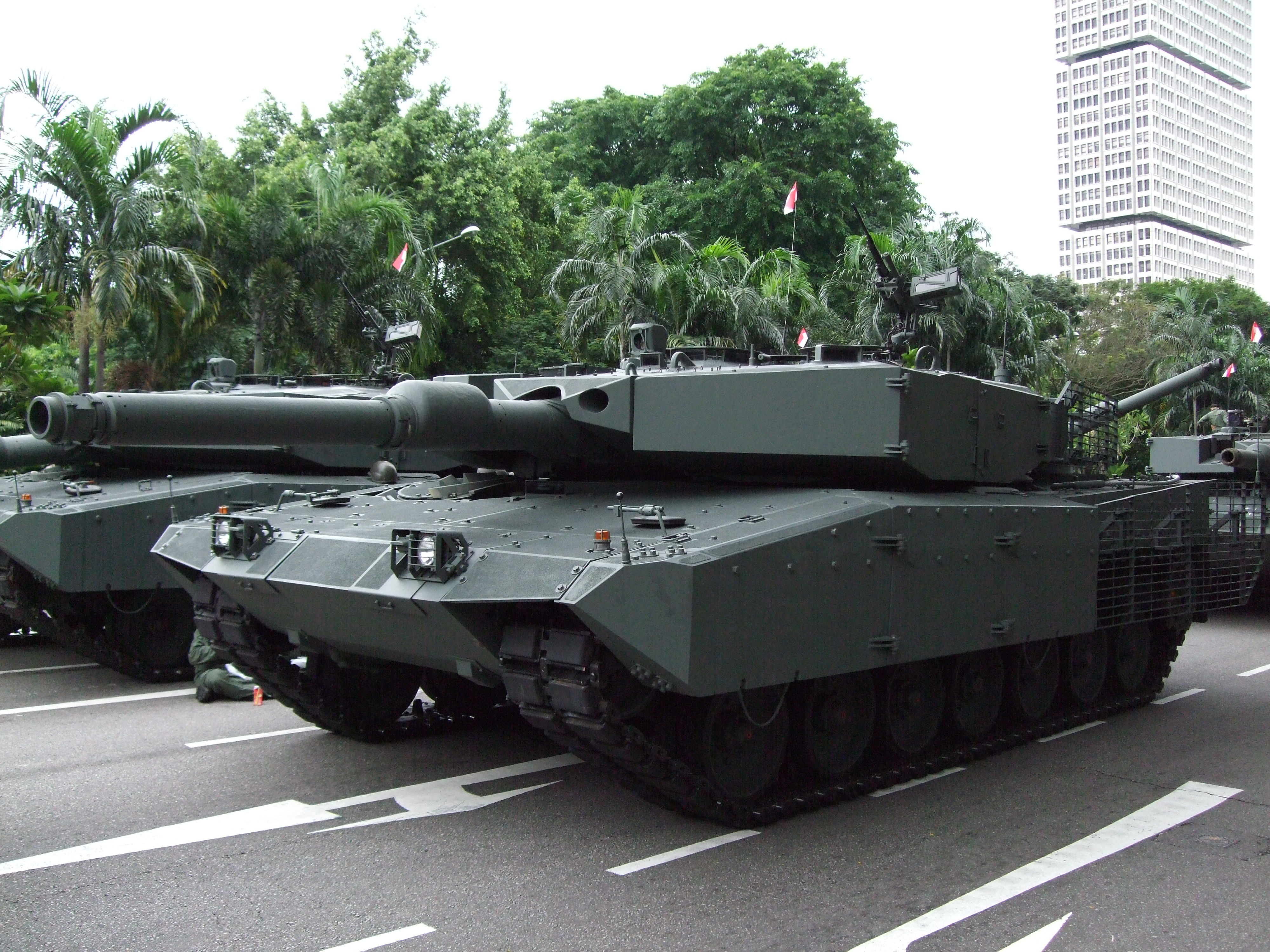
Leopard 2SG của quân đội Singapore nâng cấp với giáp hỗn hợp và phía sau với áo giáp IBD & ST

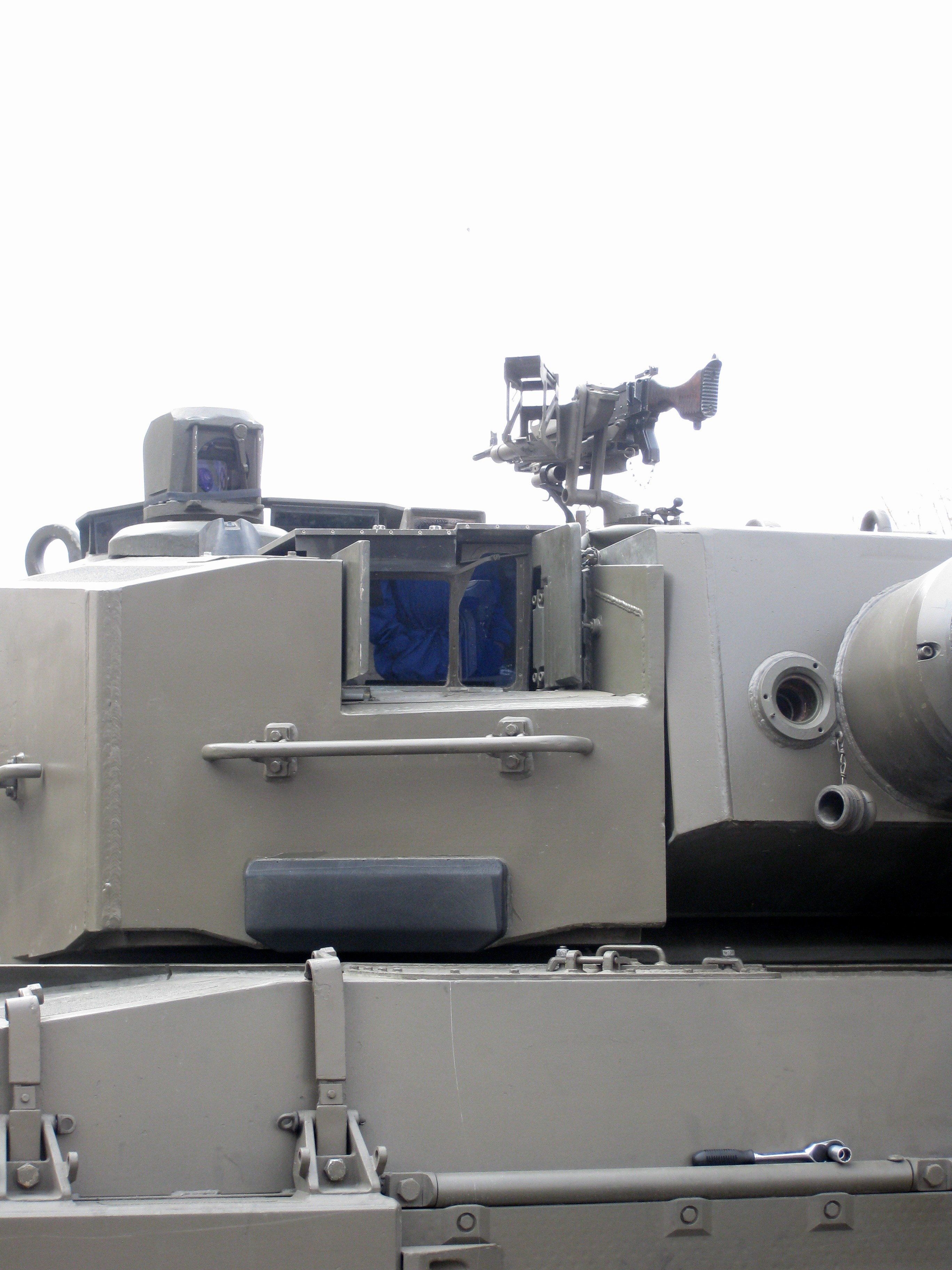
Kính quan sát Leopard 2A4 của Úc

Phiên bản phổ biến nhất của gia đình Leopard 2, phiên bản 2A4 bao gồm các thay đổi đáng kể, bao gồm hệ thống chữa cháy tự động và ngăn chặn nổ, một hệ thống điều khiển hỏa lực với tất cả các hệ thống kỹ thuật số có thể xử lý các loại đạn mới, và tháp pháo được cải thiện với giáp titan / wolfram phẳng.
Leopard 2 đã được sản xuất trong tám lô từ năm 1985 và 1992. Tất cả các phiên bản cũ cũng đã được nâng cấp lên tiêu chuẩn 2A4. Cho đến năm 1994, Đức hoạt động tổng cộng 2.125 2A4 (695 mới được sản xuất và phần còn lại là sửa đổi từ phiên bản cũ), trong khi Hà Lan đã có thêm 445 chiến xa. Giấy phép sản xuất 2A4 tại Thụy Sĩ là Panzer 87 "Leopard" hoặc Pz 87. Phiên bản này bao gồm súng máy 7,5 mm Mg 87 của Thụy Sĩ và thiết bị liên lạc, và nâng cao hệ thống bảo vệ NBC. Thụy Sĩ có 380 chiến xa Pz 87.
Đức và Hà Lan đã tìm thấy rằng chiến xa của họ không có nhu cầu vào cuối Chiến tranh Lạnh. Các chiến xa này đã được bán cho quân đội NATO hoặc quân đội các nước có quan hệ thân thiết trên khắp thế giới. Áo (114 chiếc), Canada (107 chiếc), Chile (140 chiếc), Đan Mạch (51 chiếc), Phần Lan (139 chiếc), Hy Lạp (183 chiếc), Na Uy (52 chiếc), Ba Lan (128 chiếc), Bồ Đào Nha (37 chiếc), Singapore (96 chiếc) Tây Ban Nha (108 chiếc), Thụy Điển (160 chiếc), và Thổ Nhĩ Kỳ (339 chiếc) là những nước mua chiến xa tồn kho.
Pz 87 WE ('WertErhaltung), được lên kế hoạch sửa đổi và nâng cấp từ Pz 87 của Thụy Sĩ.
 Sửa đổi đáng kể các hệ thống bảo vệ thông qua việc bổ sung các bộ bảo vệ mìn của Leopard 2A6M, áo giáp dày hơn trên giáp phụ phía trước, và tháp pháo được trang bị với một gói giáp của Thụy Sĩ phát triển bằng cách sử dụng hợp kim titan. Giáp mái tháp pháo được cải thiện và bệ phóng lựu đạn khói được thiết kế lại. Cải tiến nâng cao hơn nữa khả năng sống sót và khả năng chiến đấu, chẳng hạn như một ổ đĩa tương tự như các Leopard 2A5, một người lái xe phía sau xem máy quay, vũ khí độc lập cho bộ nạp, và lệnh tăng cường và hệ thống điều khiển điện tháp pháo. Hệ thống kiểm soát hỏa lực cũng được nâng cấp, sử dung hệ thống kiểm soát hỏa lực Zeiss Carl Zeiss Optronics GmbH PERI-R17A2. Sử dụng súng máy 12.7 mm M2 Browning.
Pz 87-140 là một phiên bản thử nghiệm Pz 87 Thụy Sĩ với pháo 140 mm và giáp bổ sung sau đó được sử dụng trên các biến thể sản xuất mới hơn.
Leopard 2A4CHL là phiên bản Leopard 2A4 được nâng cấp của Chile được đặt hàng bởi Chile vào năm 2007. Nâng cấp bao gồm các thiết bị điện tử mới, he thống ngắm bắn và hệ thống thông tin có nghĩa là để nâng cao khả năng Leopard 2A4 như của Leopard 2A6, 1 hệ thống treo mới và nâng cấp pháo chính chiến xa thành pháo nòng trơn L55 được sử dụng trên Leopard 2A6. Các nâng cấp khác là súng máy của chỉ huy được trang bị với MG3 và HK GMG. Leopard 2A4CHL cũng đã được cải thiện nóc và giáp bên tháp pháo và có thể được liên kết với bộ chỉ huy chiến trường Chile.

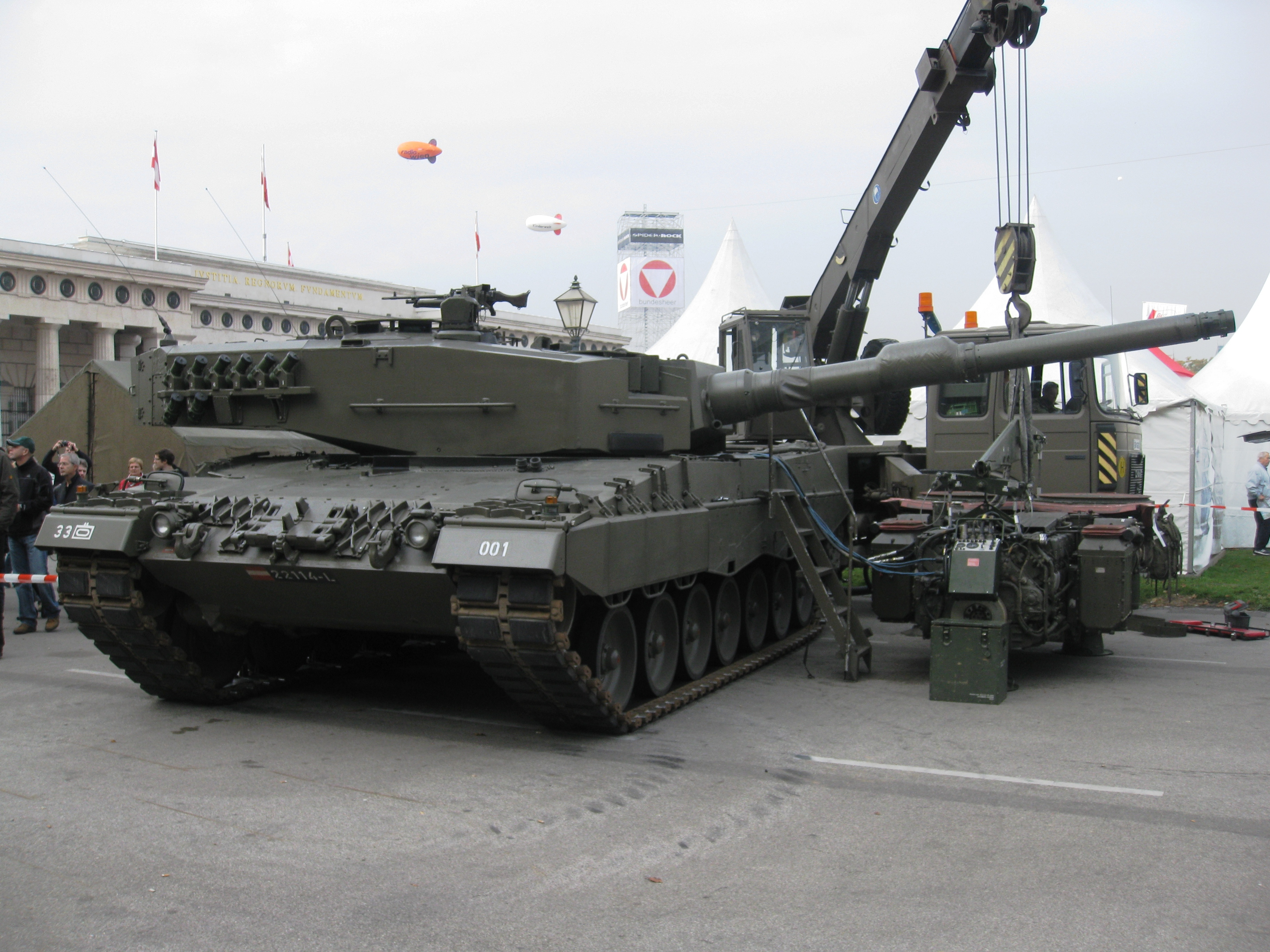
Leopard 2A4 của Áo và động cơ trong lúc trưng bày

Leopard 2A4M CAN được nâng cấp từ phiên bản Leopard 2A4 của Canada mua lại từ hàng tồn kho quân đội Hoàng gia Hà Lan. Leopard 2A4M CAN được thiết kế đặc biệt cho cuộc chiến ở Afghanistan, dựa trên kinh nghiệm thu được bởi kíp lái Leopard 2 tại đây. 20 chiếc đầu tiên đã được chuyển giao vào tháng 10 năm 2010 và đang được triển khai tới Afghanistan. Mặc dù kế hoạch ban đầu là nâng cấp pháo L55 cho nhất quán với 2A6M CAN, pháo tốt hơn (tối ưu hóa cho việc chống chiến xa) đã được cho là không phù hợp ở Afghanistan, do đó nó đã được quyết định giữ lại L44. Ngoài ra, chỉ những khu vực nhỏ đã được thêm vào, trái ngược với giáp lồng của 2A6M. Việc bảo vệ Leopard 2A4M CAN đã tiếp tục được tăng cường với việc bổ sung áo giáp phụ mặt trước giống như trên biến thể gần đây nhất của Leopard là 2A7 +, nhưng sửa đổi để phù hợp với cấu hình tháp pháo 2A4. Leopard 2 tồn kho của Hà Lan, Canada sẽ nâng cấp 42 chiếc để sử dụng huấn luyện (mặc dù họ sẽ nâng cấp thành tiêu chuẩn 2A4M CAN) và chuyển đổi 18 chiếc thành phương tiện hỗ trợ kỹ thuật hậu cần. Canada cũng đã mua 15 chiếc 2A4 từ Đức như phương tiện đi lại vận chuyển kho vận (đối với vận chuyển phụ tùng thay thế), và trong tháng 2 năm 2011 mua 12 2A4/Pz 87 từ Thụy Sĩ được chuyển đổi sang phương tiện hỗ trợ (phương tiện sửa chữa thiết giáp).
Leopard 2NG (thế hệ kế tiếp) là một bản nâng cấp của Thổ Nhĩ Kỳ Nhĩ Kỳ Aselsan bao gồm các ứng dụng giáp bảo vệ tiên tiến (AMAP), hệ thống quang học được nâng cấp và hệ thống kiểm soát hỏa lực mới từ năm 1995 và sẽ được chuyển giao vào cuối năm 2011 với mục đích được sử dụng mới trên chiến xa chủ lực Altay. Nó được phát triển mà không có một đơn đặt hàng từ quân đội Thổ Nhĩ Kỳ, nhưng có thể đáp ứng các yêu cầu cho việc hiện đại hóa Leopard 2A4 của Thổ Nhĩ Kỳ  Động cơ, bộ truyền tải và pháo L/44 được giữ lại, nhưng trọng lượng chiến đấu được tăng lên đến 65 tấn. Theo các nguồn tin của Thổ Nhĩ Kỳ, Phần Lan là nước quan tâm đến việc nhận được gói nâng cấp của Thổ Nhĩ Kỳ Nhĩ Kỳ để hiện đại hóa Leopard 2A4 của họ.

### Leopard 2A5

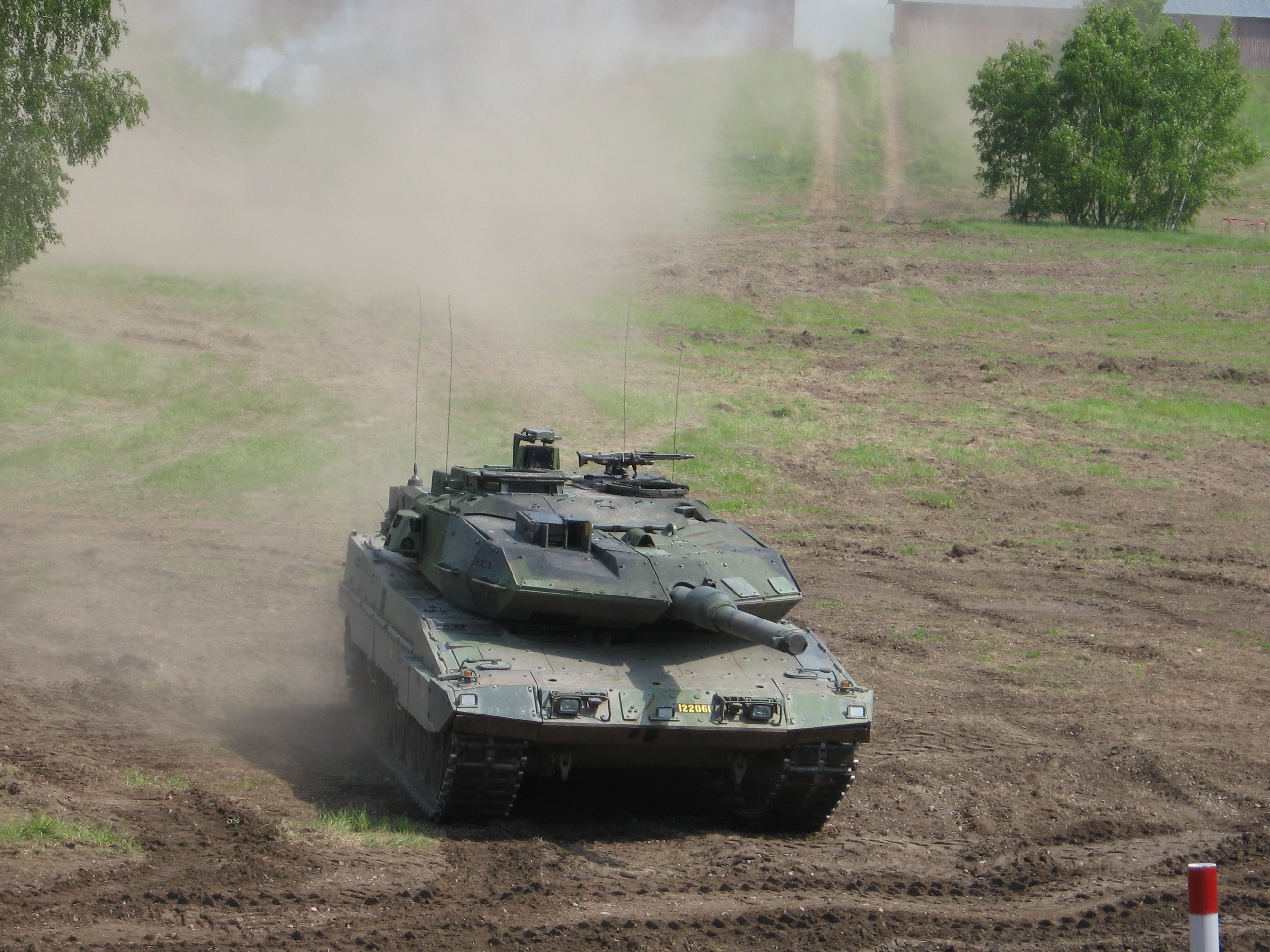
Một bản sửa đổi của Leopard 2A5 (Strv 122) trong quân đội Thụy Điển

Phiên bản A5 giới thiệu loại tháp pháo nhọn hình chữ V, thêm giáp đều vào trên giáp phía trước tháp pháo và khu vực mặt trước của giáp thân. Những mô-đun giáp để một khoảng rỗng trước khi đến giáp cơ bản. Giáp cũng được thiết kế để ảnh hưởng đến động năng đạn xuyên giáp bằng cách buộc nó phải thay đổi hướng và năng lượng bị tiêu hao trong quá trình này, nó không hình thành một bẫy góc vì nó không làm chệch hướng đạn xuyên ra ngoài để làm lệch lõi xuyên của đạn ra khỏi các giáp thân xe hoặc tháp pháo. Giáp chắn đạn của pháo thủ súng được thiết kế lại để phù hợp với loại giáp mới. Cũng có một số cải tiến trong thành phần chính của áo giáp. Bên trong chiến xa đã được lót các tấm giáp để giảm mảnh vỡ nếu giáp bị xuyên thủng. Trước sự nặng nề của váy phụ hiện đã được thay thế bằng một loại mới, mạnh mẽ hơn. Tầm nhìn của người chỉ huy đã được chuyển đến một vị trí mới phía sau cửa nắp và được trang bị một thiết bị quan sát nhiệt riêng biệt. Thiết bị quan sát của xạ thủ đã được chuyển đến các mái tháp pháo trái ngược với vị trí phía trước giáp trong các mô hình trước. Cửa nắp lái xe nặng hơn được trang bị. Điều khiển tháp pháo tất cả bằng điện, tăng độ tin cậy và an toàn cho kíp lái, và sản xuất một số thiết bị giảm trọng lượng. Hệ thống pháo được cải thiện để chuẩn bị cho sau này gắn pháo mới L55 và cho phép bắn đạn mạnh hơn, chẳng hạn như APFSDS DM-53. Leopard 2A5 vào phục vụ trong tiểu đoàn chiến xa Đức vào giữa năm 1998.
Leopard 2(S) là một biến thể Leopard 2A5 của quân đội Thụy Điển, được gọi là Strv 122. Nó được dựa trên những gì được gọi là "Leopard 2 cải tiến" và các tính năng như tăng giáp trên đỉnh tháp pháo và thân phía trước, cải thiện, khả năng kiểm soát hệ thống điều khiển hỏa lực. Bên ngoài, xe có thể được phân biệt với Leopard 2A5 là súng cối khói GALIX của Pháp, thùng lưu trữ khác nhau, và cửa nắp kíp lái dày hơn. Strv 122b, một biến thể được trang bị mô-đun hỗn hợp với áo giáp AMAP của IBD Deisenroth, đã tăng 360 ° khả năng bảo vệ chống lại các mối đe dọa như EFP, RPG và IED. Chiều rộng chính xác 4 mét (13 ft) được giữ, trong khi trọng lượng tăng chỉ có 350 kg (770 lb).
Leopard 2A5DK là một biến thể Leopard 2A5 tương tự như Leopard 2A6 với một số sửa đổi nhỏ, được sử dụng bởi quân đội Đan Mạch.

### Leopard 2A6

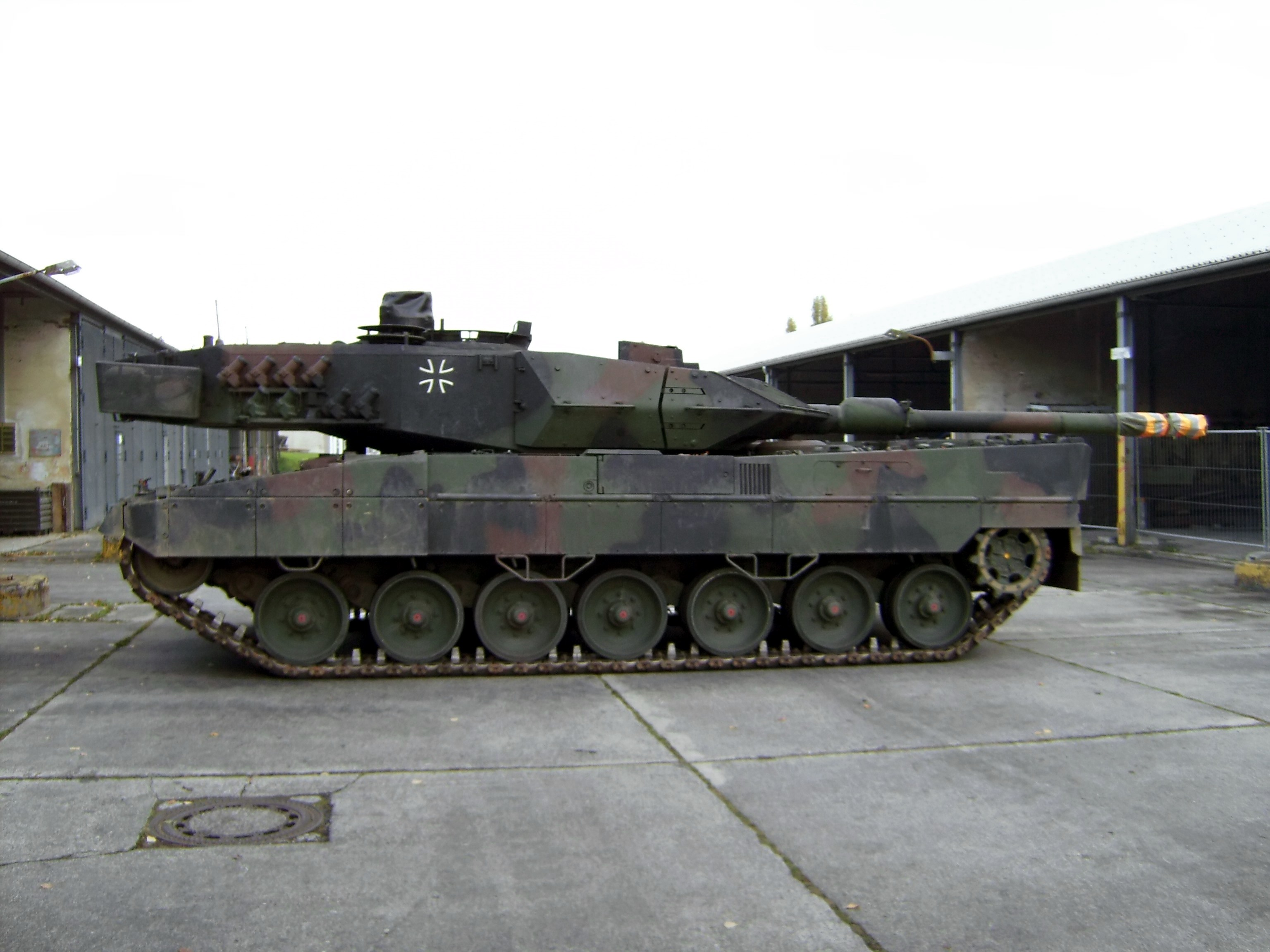
Leopard 2A6M của Đức (với tháp pháo quay về phía sau)

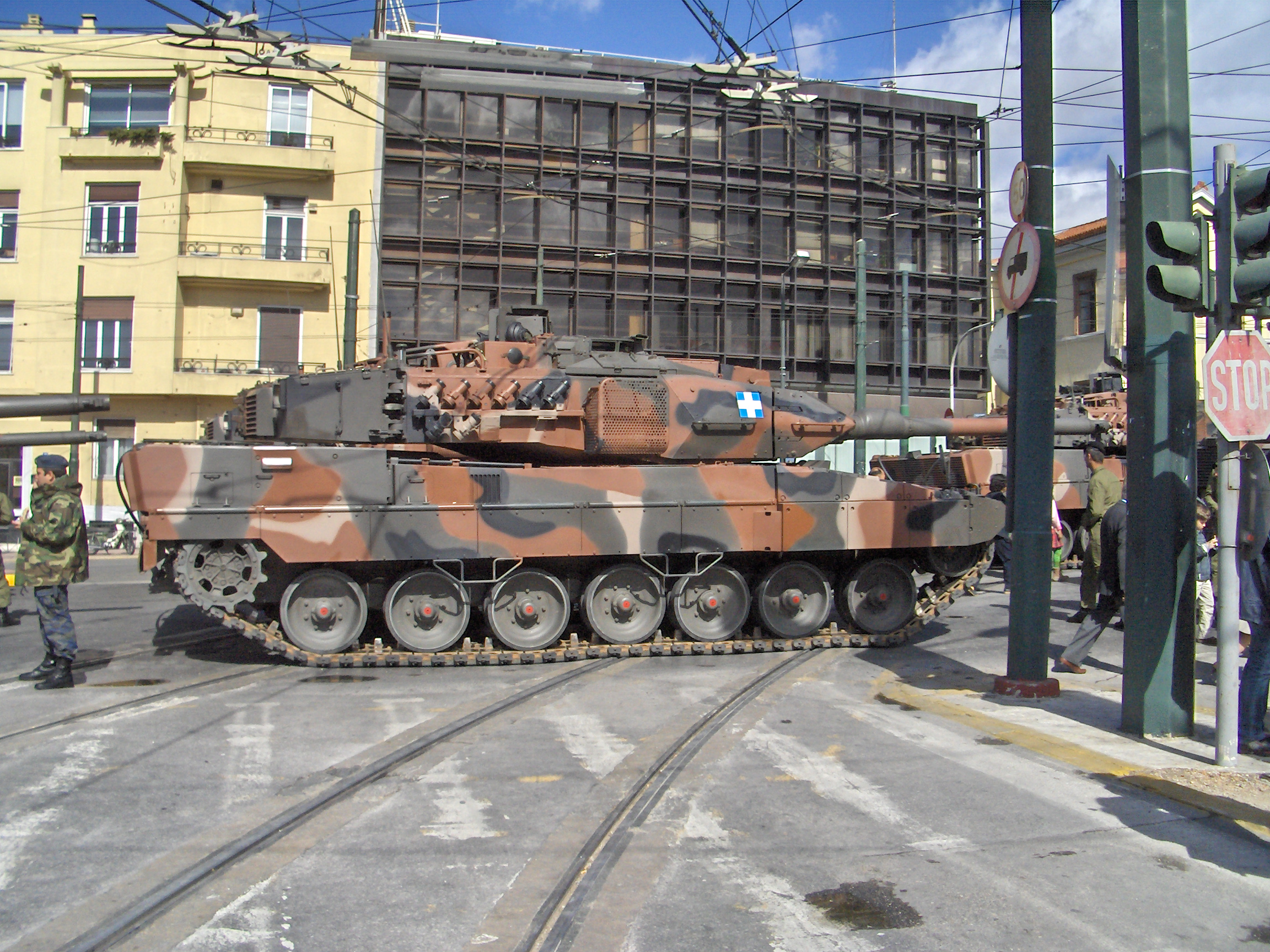
Leopard 2A6HEL của quân đội Hy Lạp trên đường phố Athens

Việc nâng cấp lên A6 bao gồm việc bổ sung của pháo nòng trơn Rheinmetall 120 mm L55 và một số thay đổi khác. Tất cả các tiểu đoàn chiến xa Đức đều được trang bị với A6. Canada mua 20 chiếc Leopard 2A6 từ Hà Lan. Chúng đã được chuyển giao trong năm 2007. Bồ Đào Nha cũng mua 37 chiếc Leopard 2A6 từ Hà Lan trong năm 2007, chuyển giao trong năm 2008.
Leopard2A6M là một phiên bản của 2A6 với tăng cường bảo vệ mìn dưới khung xe, và một số cải tiến bên trong để cải thiện khả năng sống sót của kíp lái. Canada đã mượn 20 chiếc A6M từ Đức để triển khai tới Afghanistan trong năm 2007 vào cuối mùa hè. Các chiến xa mới đều có tháp pháo quay hoàn toàn bằng điện.
Leopard 2A6M CAN là một biến thể của Canada Leopard 2A6M. Sửa đổi đáng kể đặc biệt bao gồm hộp đen gắn vào phía sau của tháp pháo, dự kiến ban đầu là điều hòa không khí mới, nhưng thay vào đó họ cho thiết bị thông tin liên lạc vào, và giáp lồng thép. Các chiến xa đầu tiên được định dạng trong phiên bản 2A6M là hai mươi chiến xa cho vay từ Bundeswehr của Đức, trong một nỗ lực để tăng hỏa lực và tăng cường bảo vệ cho quân đội Canada đang hoạt động ở phía nam Afghanistan. Chiến xa cho mượn được dự kiến sẽ giữ lại súng máy MG3 của Đức, trong khi các chiến xa cũ của Hà Lan được dự kiến sẽ giữ lại khẩu súng máy FN MAG do tính phổ biến của nó với lính Canada Do tình trạng cho vay 20 chiến xa, các điều hòa không khí ban đầu không thể được cài đặt những thay đổi tối thiểu có thể được thực hiện (thay vào đó kíp lái mặc áo làm mát, và thiết bị điện các của tháp pháo tạo ra nhiệt ít hơn so với các ổ đĩa thủy lực của Leopard C2 cũ). Các chiến xa Đức cho mượn sẽ được lưu giữ bởi các lực lượng Canada và có thể được nâng cấp hơn nữa, trong khi Leopard 2A6 cũ của Hà Lan đã được sửa đổi thông số kỹ thuật thành Leopard 2A6M của Đức và được sử dụng để bồi thường cho các chiến xa cho mượn khi chúng bị phá hủy trong trận chiến. Hiện nay, Leopard 2 của Canada tại Afghanistan đã được trang bị với một điều hòa không khí, và thảm ngụy trang Barracuda cũng phục vụ để giảm sức nóng mặt trời 50%.
Leopard 2 Hel là một chiếc 2A6, được dặt hàng cho quân đội Hy Lạp trong năm 2003. "Hel" là viết tắt cho "Hellenic"(nghĩa là Hy Lạp). 170 chiến xa sẽ được chuyển giao từ năm 2006 và 2009. Tổng số 140 sẽ được sản xuất tại Hy Lạp bởi ELBO, các đơn vị đầu tiên được chuyển giao vào cuối năm 2006.

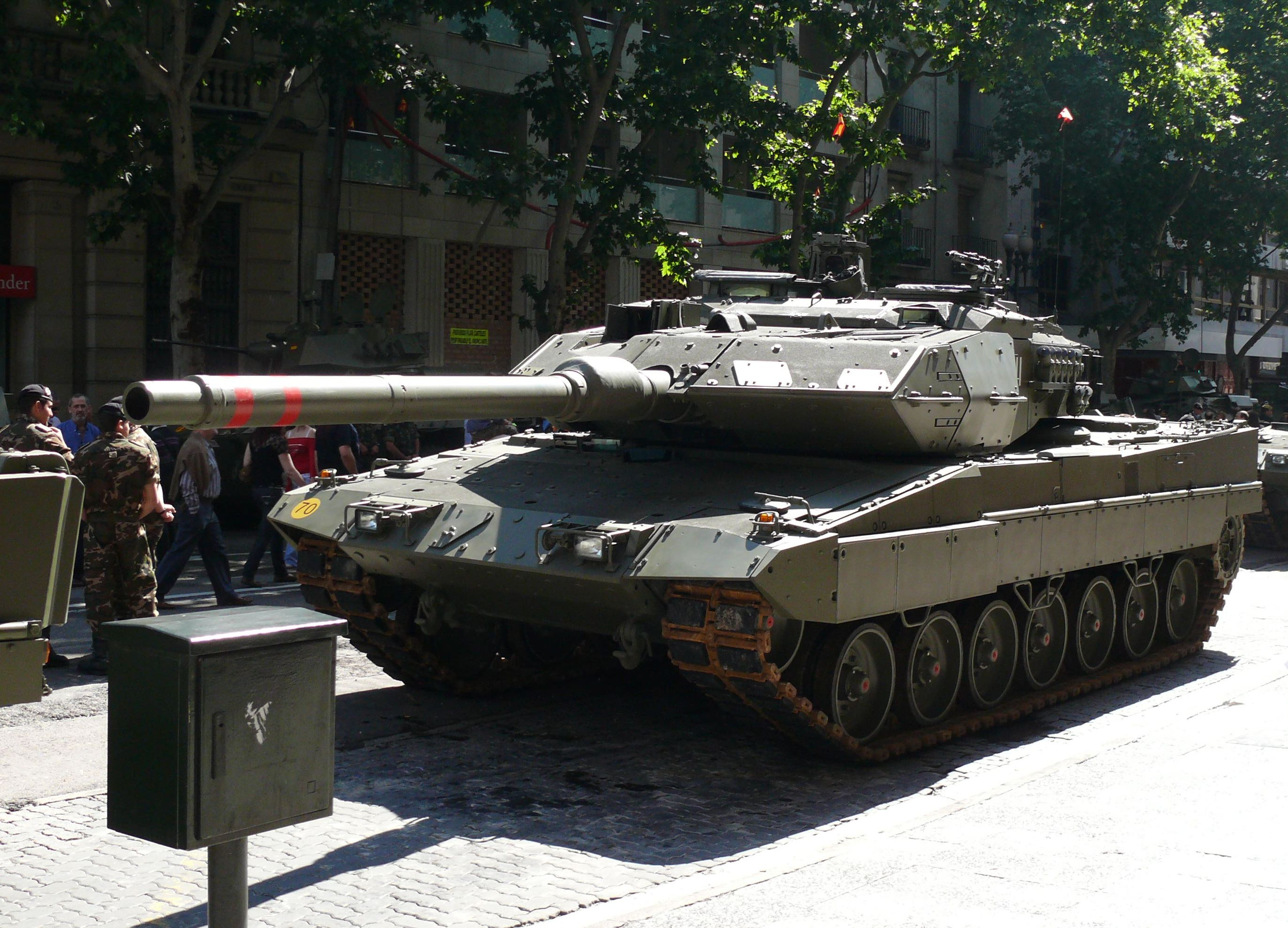
Leopard 2E

Leopard 2E là một chiếc chiến xa có thiết kế giống 2A6, với giáp bảo vệ lớn hơn, phát triển theo một chương trình hợp tác sản xuất giữa ngành công nghiệp quốc phòng của Tây Ban Nha và Đức. Chương trình được phát triển trong khuôn khổ của sự hợp tác được quyết định năm 1995 giữa Bộ Quốc phòng hai nước, trong đó cũng đã được bao gồm sự nhượng lại 108 chiếc Leopard 2A4 đã qua sử dụng 5 năm từ quân đội Đức cho quân đội Tây Ban Nha. Tuy nhiên, sự nhượng lại này đã được mở rộng đến năm 2016, và sau đó các chiến xa này sẽ là tài sản của quân đội Tây Ban Nha. Năm 1998, chính phủ Tây Ban Nha đã đồng ý ký hợp đồng 219 chiến xa của dây chuyền Leopard 2E, 16 xe sửa chữa thiết giáp Leopard 2ER (Bufalo) và 4 xe huấn luyện. Họ đã chọn Santa Bárbara Sistemas làm nhà thầu chính. Chương trình, với một ngân sách 1939,4 triệu Euro, bao gồm cả các khóa học đào tạo hỗ trợ hậu cần tích hợp, cho huấn luyện kíp lái,kỹ sư bảo trì,lái xe. Việc giao hàng của lô hàng đầu tiên bắt đầu vào năm 2004 và hoàn thành trong năm 2008.

### Leopard 2 PSO

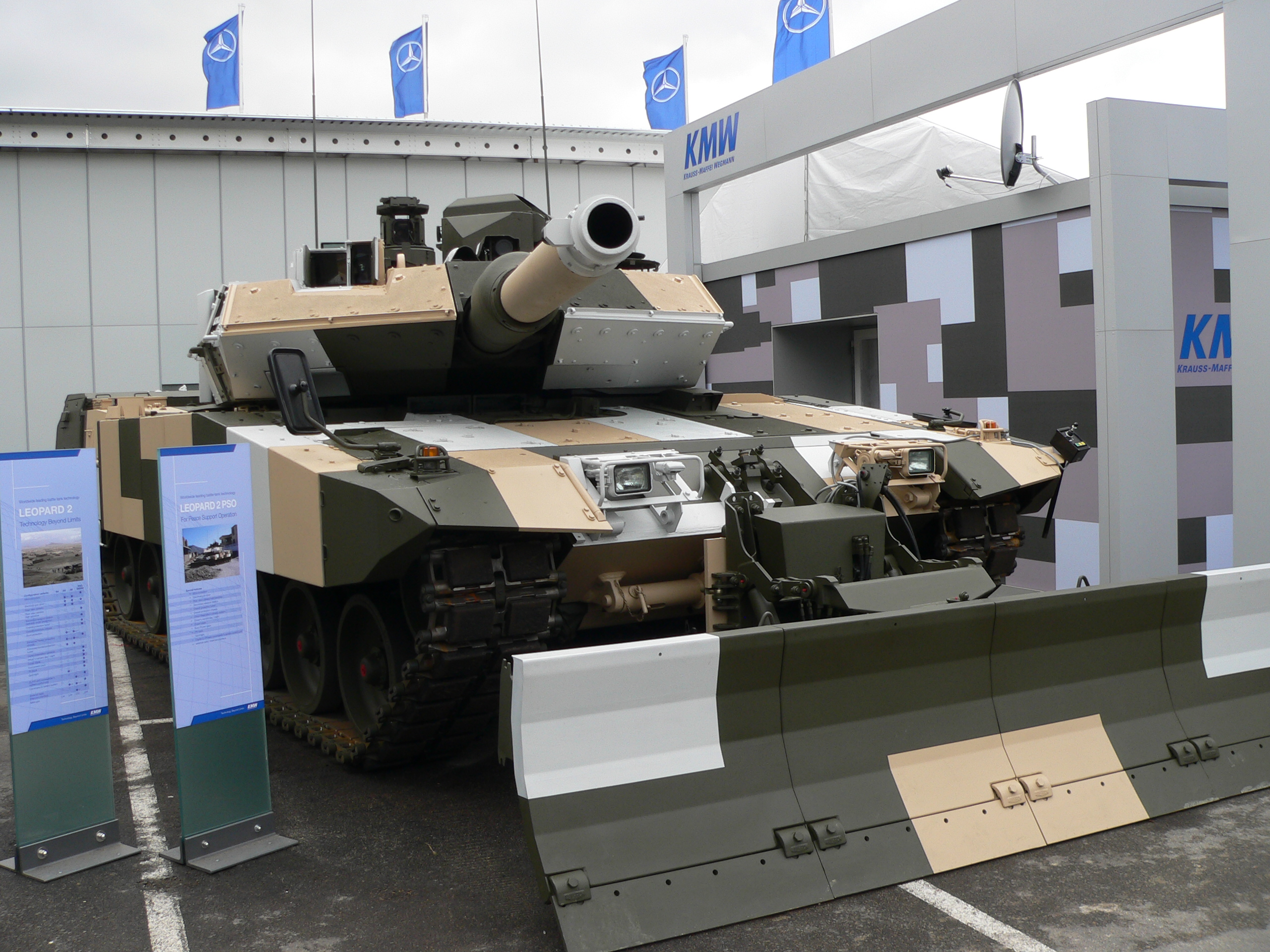
Leopard 2PSO, Eurosatory 2006

Đây biến thể mới của Leopard 2 PSO (hoạt động hỗ trợ hòa bình) được thiết kế đặc biệt cho chiến tranh đô thị, đã gặp phải trong các hoạt động gìn giữ hòa bình với tần số ngày càng tăng. Vì vậy Leopard 2 PSO được trang bị hiệu quả hơn với thiết bị bảo vệ xung quanh, vũ khí phụ, cải thiện khả năng trinh sát, một lưỡi ủi đất, một nòng pháo ngắn hơn, trang bị vũ khí tầm ngắn, phạm vi khả năng giám sát chặt chẽ (thông qua hệ thống camera), tìm kiếm quân địch và tiếp tục thay đổi để cải thiện tính di động của nó, không quá khác với chiến xa Mỹ M1A2 Abrams TUSK.

### Leopard 2A7+
Leopard 2A7 + lần đầu tiên ra mắt công chúng trong triển lãm Eurosatory 2010, với nhãn "phát triển bởi Krauss-Maffei Wegmann thử nghiệm và đủ điều kiện bởi MoD Đức". Leopard 2A7 + đã được thử nghiệm bởi Bundeswehr dưới tên UrbOb (hoạt động đô thị).
Leopard 2A7 + được thiết kế để hoạt động trong các cuộc xung đột cường độ thấp cũng như trong các cuộc xung đột cường độ cao. khả năng Bảo vệ của chiến xa đã được tăng cường, khả năng bảo vệ phía trước đã được cải thiện với giáp trên mặt trước tháp pháo và thân, trong khi hệ thống bảo vệ 360° bảo vệ chống lại các cuộc tấn công của RPG và bảo vệ trước mìn tăng khả năng sống sót của chiến xa trong các hoạt động đô thị. Nó có thể bắn đạn HE và tháp pháo gắn MG3 đã được thay thế bằng một khẩu FLW 200 điều khiển từ xa.
Trong đầu tháng 7 năm 2011, báo chí Đức báo cáo rằng các Bundessicherheitsrat (Hội đồng Bảo an Liên bang) đã cho họp về việc Krauss-Maffei Wegmann đã bán hơn 200 chiếc 2A7 + cho Ả Rập Xê Út. Thông tin này đã được đáp ứng với những lời chỉ trích bởi cả hai bên trong và bên ngoài của Đức, bởi vì bản chất độc đoán của nhà nước Ả Rập Xê Út và sự tham gia của họ trong việc đàn áp các cuộc biểu tình ở nước láng giềng Bahrain. Những lời chỉ trích cũng đến từ bên trong chính phủ liên minh của Thủ tướng Angela Merkel, và nhiều hơn từ bên trong chính Krauss-Maffei. Tháng 6 năm 2012, có báo cáo nổi lên rằng Ả Rập Xê Út đã tăng số lượng chiến xa được quan tâm vào khoảng 600-800 chiếc. Cho đến nay, một thỏa thuận đã được hoàn tất, và vấn đề đã được tranh luận trong công chúng Đức và quốc hội liên bang của Đức.

### Leopard 2-140
Vào đầu năm 1990, Rheinmetall bắt đầu phát triển một khẩu pháo nòng trơn 140 mm như là một khẩu pháo chiến xa trong tương lai. Điều này được dự định để chống lại sự phát triển mới trong khối Xô Viết về phương tiện chiến đấu thiết giáp, đặc biệt là liên tục những tin đồn rằng thế hệ kế tiếp của chiến xa chủ lực Liên Xô sẽ được trang bị pháo 135 mm hoặc pháo 152 mm. Chương trình này được dự tính là giai đoạn thứ ba trong chương trình KWS hiện đại hóa chiến xa Leopard 2. KWS I là sự thay thế của các pháo L44 120 mm với phiên bản L55 cùng cỡ, KWS II là một chương trình hiện đại hóa thành chuẩn Leopard 2A5, và KWS III là sự phát triển của một tháp pháo mới bao gồm một hệ thống vũ khí pháo nòng trơn 140 mm và nạp đạn tự động hoàn toàn, sẽ có kết quả trong việc giảm kíp lái xuống còn 3 người. Thiết kế dự án cuối cùng có một cơ chế tải bên và đã có những khẩu pháo chính di chuyển ở phía bên trái tháp pháo. Đạn cho súng chính là 32 viên đạn, được lưu trữ trong một hầm đạn dược lớn, nằm ở phía sau tháp pháo. Di chuyển đạn dược ra khỏi khoang của kíp lái sẽ làm tăng khả năng sống sót trong trường hợp giáp hầm đạn bị xuyên. Mức độ bảo vệ dự kiến là bằng Leopard 2A5 hoặc tốt hơn. KWS III đã không được thông qua sau đó, nhưng hệ thống pháo 140 mm vẫn tiếp tục phát triển, với Rheinmetall phối hợp với Cục Hoàng gia của Anh và GIAT từ Pháp. Để kiểm tra khả năng của vũ khí, súng 140 mm đã được gắn trên một chiếc Leopard 2. Chiến xa không được trang bị giáp tháp pháo mới của chương trình cải thiện KWS III, cũng không phải với một bộ nạp đạn tự động, và nó cũng vẫn có ổ điện thủy lực tháp pháo. Để đối phó với trọng lượng được thêm từ súng chính, đối trọng được thêm vào phía sau tháp pháo. Các thử nghiệm thành công một phần, với khẩu súng cho thấy sức mạnh và độ xuyên tốt hơn, mà vẫn còn một số khó khăn với việc vận hành.

### Kỹ thuật và chiến xa huấn luyện

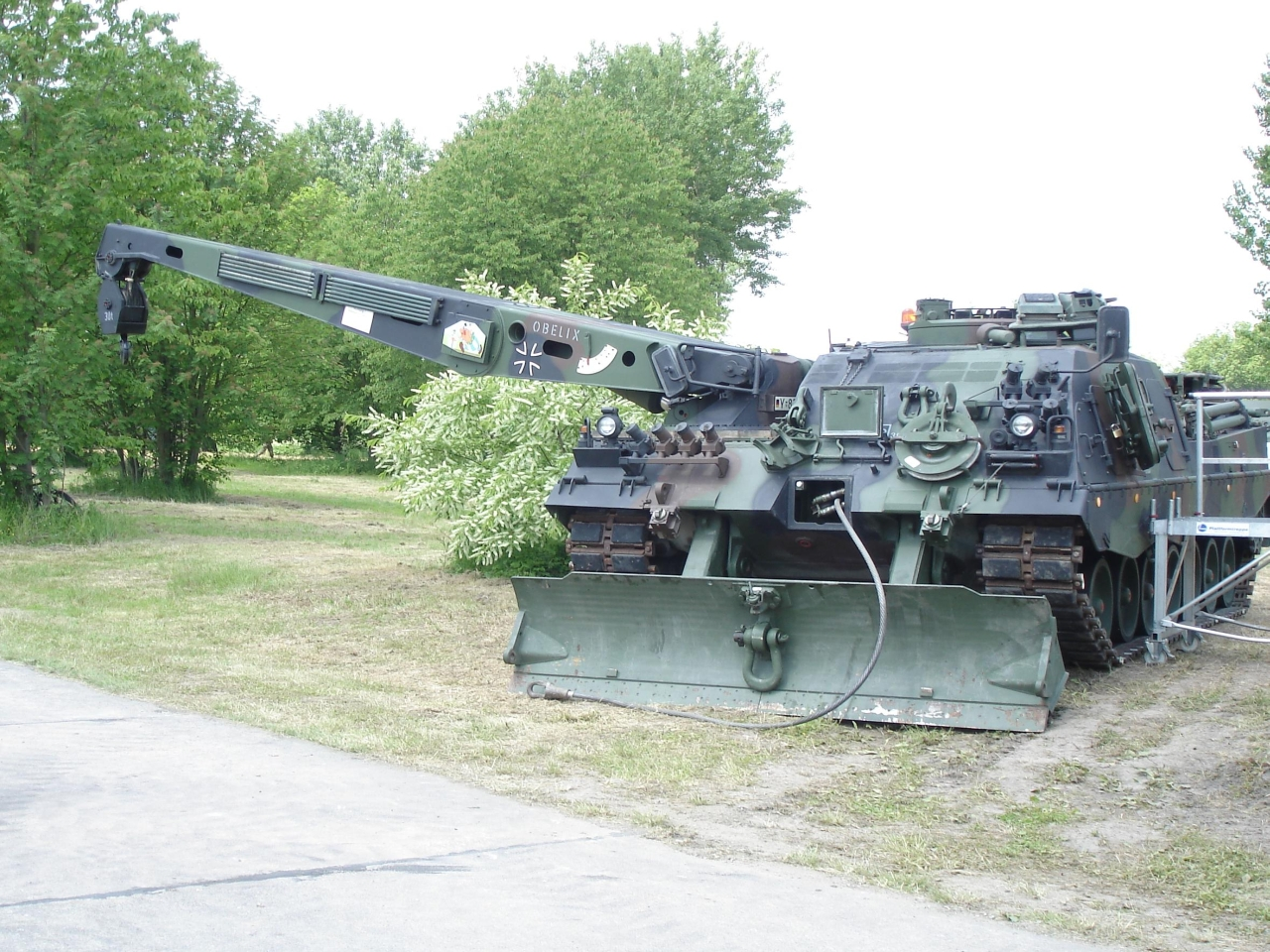
BPz3 "Büffel", quân đội Đức

Bergepanzer BPz3 Büffel (Gr. Buffalo)BPz3 là xe sửa chữa phục hồi thiết giáp bao gồm một máy ủi và một cần trục với tời tích hợp, cho phép nó để tiếp cận chiếc xe bị hư hỏng, ngay cả trên địa hình gồ ghề và giao chiến ác liệt, và kéo đến nơi an toàn. Nó được trang bị một khẩu súng máy cho việc tự vệ, một súng cối phóng lựu đạn khói, và hệ thống bảo vệ NBC. Giống như chiến xa, nó được hỗ trợ bởi một động cơ diesel PS 1500 (1.479 mã lực, 1.103 kW). Nó phục vụ trong các quân đội Đức (nơi mà nó được gọi Büffel hoặc Bergepanzer 3), Hà Lan (người đồng phát triển nó và gọi nó là Buffel), Áo, Canada, Hy Lạp, Singapore, Tây Ban Nha (nơi nó được gọi là Leopard 2ER Buffalo), Thụy Điển (dưới hình thức sửa đổi như Bgbv 120), và Thụy Sĩ.
Panzerschnellbrücke 2Xe này, được tạo ra bởi MAN SE, là một xe thiết giáp dựng cầu tấn công phát triển từ khung gầm chiến xa Leopard 2. Nó được thiết kế để triển khai một cây cầu gấp di động, mà nó có thể "di chuyển" qua sông. Sau khi mở, cây cầu là đủ mạnh mẽ để hỗ trợ hầu hết các xe, thậm chí cả chiến xa Leopard. Khi quá trình vượt qua đã hoàn tất, nó chỉ đơn giản là móc vào cây cầu và kéo nó về. Panzerschnellbrücke 2 hiện đang được sử dụng chỉ bởi Đức, Singapore và Hà Lan, nơi nó được gọi là Bruglegger MLC 70.
Pionierpanzer 3 KodiakMột chiếc xe chuyển đổi kỹ thuật chiến đấu của Leopard 2, Kodiak được sử dụng bởi quân đội Thụy Sĩ, và một số khác cho quân đội Hà Lan và quân đội Thụy Điển. Trong khi trang bị với một lưỡi ủi đất, máy xúc, và cuộn dây tời kép, Pionierpanzer 3 không có tháp pháo nhưng một trạm vũ khí được trang bị. Nó đặt trên khung Leopard 2 với một cấu trúc hướng về phía trước. Chiếc xe được sử dụng chủ yếu để giải phóng mặt bằng các chướng ngại vật (kể cả các bãi mìn). Các phiên bản của Hà Lan sẽ có bảo vệ bổ sung cho các khoang lái. Tây Ban Nha có thể mua 24 chiếc cho quân đội Tây Ban Nha được chuyển đổi cho Leopard 2A4. Một chiếc xe đã được thử nghiệm tại Tây Ban Nha.
Driver Training Tank (Fahrschulpanzer)chiến xa Leopard 2 huấn luyện, như tên của nó,có nghĩa là để hướng dẫn những người lính xử lý một chiếc xe 60 tấn tốt hơn. Tháp pháo được thay thế bởi một buồng lái quan sát và cố định về phía trước, bên phải đối mặt với cửa sổ và một khẩu súng giả. Nhân viên vận hành huấn luyện trong buồng lái này, với các điều khiển ghi đè lên hệ thống quan trọng, và không gian được cung cấp cho hai người khác để quan sát.
Leopard 2RLà chiếc xe phá mìn hạng nặng được phát triển bởi Patria cho quân đội Phần Lan, dựa trên phiên bản Leopard 2A4. Tổng cộng có 10 xe đã được chuyển đổi. Các xe được trang bị với một lưỡi cày mìn, lưỡi ủi, và một hệ thống đánh dấu tự động.
Leopard 2LLà xe thiết giáp dựng cầu phát triển bởi Krauss-Maffei và Patria cho quân đội Phần Lan. Mười chiến xa 2A4 Phần Lan đã được sản xuất để thực hiện dựng cầu.

## Thông số kỹ thuật
| Kíp lái:                                  | 4 | 4 | 4 | 4 | 4 |                                                    |                                                    |                                                    |
| Động cơ:                                  | Động cơ Diesel 12 xi lanh MTU-12 MB 873-Ka 501, với hai ống xả tăng áp | Động cơ Diesel 12 xi lanh MTU-12 MB 873-Ka 501, với hai ống xả tăng áp | Động cơ Diesel 12 xi lanh MTU-12 MB 873-Ka 501, với hai ống xả tăng áp | Động cơ Diesel 12 xi lanh MTU-12 MB 873-Ka 501, với hai ống xả tăng áp | Động cơ Diesel 12 xi lanh MTU-12 MB 873-Ka 501, với hai ống xả tăng áp |                                                    |                                                    |                                                    |
| Dung tích:                                | 47,600 cm³, RPM: 2,600/min | 47,600 cm³, RPM: 2,600/min | 47,600 cm³, RPM: 2,600/min | 47,600 cm³, RPM: 2,600/min | 47,600 cm³, RPM: 2,600/min |                                                    |                                                    |                                                    |
| Sức mạnh động cơ:                         | 1,500 PS (1,479 hp, 1,103 kW) | 1,500 PS (1,479 hp, 1,103 kW) | 1,500 PS (1,479 hp, 1,103 kW) | 1,500 PS (1,479 hp, 1,103 kW) | 1,500 PS (1,479 hp, 1,103 kW) |                                                    |                                                    |                                                    |
| Bộ truyền tải:                            | Cơ khí kiểm soát, đảo ngược và bánh HSWL 354 với phanh kết hợp thủy động lực học, cơ khí, 4 số tiến, 2 đảo ngược | Cơ khí kiểm soát, đảo ngược và bánh HSWL 354 với phanh kết hợp thủy động lực học, cơ khí, 4 số tiến, 2 đảo ngược | Cơ khí kiểm soát, đảo ngược và bánh HSWL 354 với phanh kết hợp thủy động lực học, cơ khí, 4 số tiến, 2 đảo ngược | Cơ khí kiểm soát, đảo ngược và bánh HSWL 354 với phanh kết hợp thủy động lực học, cơ khí, 4 số tiến, 2 đảo ngược | Cơ khí kiểm soát, đảo ngược và bánh HSWL 354 với phanh kết hợp thủy động lực học, cơ khí, 4 số tiến, 2 đảo ngược |                                                    |                                                    |                                                    |
| Hệ thống treo:                            | thanh xoắn gắn lò xo ổ lăn hỗ trợ với bộ giảm chấn thủy lực | thanh xoắn gắn lò xo ổ lăn hỗ trợ với bộ giảm chấn thủy lực | thanh xoắn gắn lò xo ổ lăn hỗ trợ với bộ giảm chấn thủy lực | thanh xoắn gắn lò xo ổ lăn hỗ trợ với bộ giảm chấn thủy lực | thanh xoắn gắn lò xo ổ lăn hỗ trợ với bộ giảm chấn thủy lực |                                                    |                                                    |                                                    |
| Chiều dài tổng cả pháo:                   | 9,670 mm | 9,670 mm | 9,670 mm | 10,970 mm | |                                                    |                                                    |                                                    |
| Chiều ngang:                              | 3,750 mm | 3,750 mm | 3,750 mm | 3,750 mm | 3,750 mm |                                                    |                                                    |                                                    |
| Cao:                                      | 2,990 mm | 2,990 mm | 2,990 mm | 3,030 mm | |                                                    |                                                    |                                                    |
| Khoảng cách gầm xe:                       | 540 mm | 540 mm | 540 mm | 540 mm | 540 mm |                                                    |                                                    |                                                    |
| Lội nước sâu mà không cần ống thở:        | 1,200 mm | 1,200 mm | 1,200 mm | 1,200 mm | 1,200 mm |                                                    |                                                    |                                                    |
| Lội nước với ống thở:                     | 4,000 mm | 4,000 mm | 4,000 mm | 4,000 mm | 4,000 mm |                                                    |                                                    |                                                    |
| Khả năng vượt rãnh:                       | 3,000 mm | 3,000 mm | 3,000 mm | 3,000 mm | 3,000 mm |                                                    |                                                    |                                                    |
| Khả năng leo:                             | 1,100 mm | 1,100 mm | 1,100 mm | 1,100 mm | 1,100 mm |                                                    |                                                    |                                                    |
| Trọng lượng rỗng:                         | 52 t | 57.3 t | 57.6 t A6M 60.2 t | 57.6 t A6M 60.2 t | 57.6 t A6M 60.2 t | 57.6 t A6M 60.2 t                                  | 57.6 t A6M 60.2 t                                  | 57.6 t A6M 60.2 t                                  |
| trọng lượng chiến đấu:                    | 55.15 t | 59.5 t | A6 59.9 t (trong lượng tối đa; 61.7 t), A6M 62.5 t | A6 59.9 t (trong lượng tối đa; 61.7 t), A6M 62.5 t | A6 59.9 t (trong lượng tối đa; 61.7 t), A6M 62.5 t | A6 59.9 t (trong lượng tối đa; 61.7 t), A6M 62.5 t | A6 59.9 t (trong lượng tối đa; 61.7 t), A6M 62.5 t | A6 59.9 t (trong lượng tối đa; 61.7 t), A6M 62.5 t |
| Tốc độ tối đa:                            | 68 km/h; Khi lùi: 31 km/h | 68 km/h; Khi lùi: 31 km/h | 68 km/h; Khi lùi: 31 km/h | 68 km/h; Khi lùi: 31 km/h | 68 km/h; Khi lùi: 31 km/h |                                                    |                                                    |                                                    |
| Sức chứa nhiên liệu:                      | 1,160 lít (giới hạn 900 lít khi không tham chiến) | 1,160 lít (giới hạn 900 lít khi không tham chiến) | 1,160 lít (giới hạn 900 lít khi không tham chiến) | 1,160 lít (giới hạn 900 lít khi không tham chiến) | 1,160 lít (giới hạn 900 lít khi không tham chiến) |                                                    |                                                    |                                                    |
| Tiêu thụ nhiên liệu và phạm vị hoạt động: | Trên đường: 340 l/100 km, tầm hoạt động 340 km Địa hình: 530 l/100 km, tầm hoạt động 220 km Trung bình: 410 l/100 km, tầm hoạt động. 280 km Kiểm tra khi không chạy: 12,5 l / h, 72-93 giờ (với công suất lít 900-1,160) | Trên đường: 340 l/100 km, tầm hoạt động 340 km Địa hình: 530 l/100 km, tầm hoạt động 220 km Trung bình: 410 l/100 km, tầm hoạt động. 280 km Kiểm tra khi không chạy: 12,5 l / h, 72-93 giờ (với công suất lít 900-1,160) | Trên đường: 340 l/100 km, tầm hoạt động 340 km Địa hình: 530 l/100 km, tầm hoạt động 220 km Trung bình: 410 l/100 km, tầm hoạt động. 280 km Kiểm tra khi không chạy: 12,5 l / h, 72-93 giờ (với công suất lít 900-1,160) | Trên đường: 340 l/100 km, tầm hoạt động 340 km Địa hình: 530 l/100 km, tầm hoạt động 220 km Trung bình: 410 l/100 km, tầm hoạt động. 280 km Kiểm tra khi không chạy: 12,5 l / h, 72-93 giờ (với công suất lít 900-1,160) | Trên đường: 340 l/100 km, tầm hoạt động 340 km Địa hình: 530 l/100 km, tầm hoạt động 220 km Trung bình: 410 l/100 km, tầm hoạt động. 280 km Kiểm tra khi không chạy: 12,5 l / h, 72-93 giờ (với công suất lít 900-1,160) |                                                    |                                                    |                                                    |
| Thời gian xoay xe (360°):                 | 10 giây | 10 giây | 10 giây | 10 giây | 10 giây |                                                    |                                                    |                                                    |
| Vũ khí:                                   | Pháo nòng trơn Rheinmetall 120 mm L/44 và 2 súng máy | Pháo nòng trơn Rheinmetall 120 mm L/44 và 2 súng máy | Pháo nòng trơn Rheinmetall 120 mm L/44 và 2 súng máy | Pháo nòng trơn Rheinmetall 120 mm L/55 và 2 súng máy | |                                                    |                                                    |                                                    |
| Mức bảo vệ                                | Thân: 300mm vs APFSDS & 600mm vs HEAT Tháp pháo: 410-450mm vs APFSDS & 850mm vs HEAT | Thân: 450mm vs APFSDS & 745mm vs HEAT Tháp pháo: 825mm vs APFSDS & 1325mm vs HEAT | Thân: 450mm vs APFSDS & 745mm vs HEAT Tháp pháo: 825mm vs APFSDS & 1325mm vs HEAT | Thân: 450mm vs APFSDS & 745mm vs HEAT Tháp pháo: 825mm vs APFSDS & 1325mm vs HEAT | |                                                    |                                                    |                                                    |
| Cân năng tháp pháo:                       | 16 t | 21 t | 21 t | 21 t | 21 t | 21 t                                               |                                                    |                                                    |
| Thời gian xoay tháp pháo:                 | | 360° in 9 giây (xoay bằng điện) | 360° in 9 giây (xoay bằng điện) | 360° in 9 giây (xoay bằng điện) | 360° in 9 giây (xoay bằng điện) | 360° in 9 giây (xoay bằng điện)                    |                                                    |                                                    |

## Các nước sử dụng

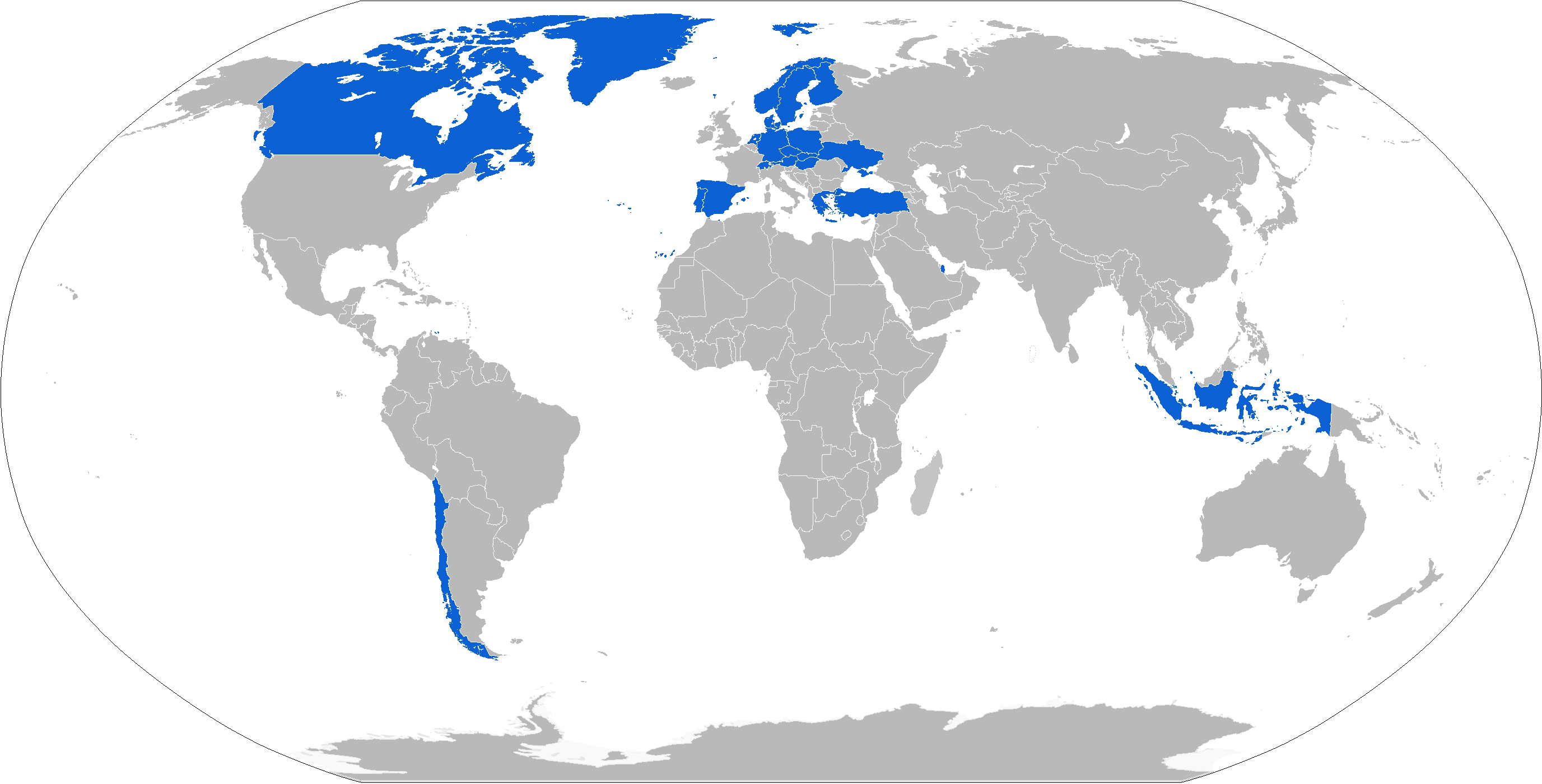
Các quốc gia sử dụng Leopard 2 tính đến tháng 2 năm 2023

- Đức: Quân đội Đức đã đưa vào hoạt động khoảng 2.350 Leopard 2 của tất cả các biến thể. Một số lượng lớn đã được bán sang các nước khác sau khi kết thúc cuộc Chiến tranh Lạnh, đã được đặt trong kho lưu trữ. Hiện nay khoảng 408 Leopard 2 là còn phục vụ, trong đó có 225 chiếc là Leopard 2A6. 395 chiếc Leopard 2 được lên kế hoạch để duy trì phục vụ vào năm 2012.[71]
- Áo: Quân đội Áo mua lại 114 Leopard 2A4 từ kho hàng dư của Hà Lan cộng với 1 tháp pháo riêng.
- Canada: Quân đội Canada đã mua 100 chiến xa Leopard 2A4 từ Hà Lan trong năm 2007. Hai mươi Leopard 2A6M được cho mượn từ quân đội Đức bắt đầu vào giữa năm 2007 để hỗ trợ việc triển khai quân Canada tại Afghanistan,[50] với chiến xa đầu tiên bàn giao sau khi nâng cấp bởi Krauss-Maffei vào 02 tháng 8 năm 2007,[51][72] và tới Afghanistan vào ngày 16 tháng 8 năm 2007.[52] Hai chiếc Bergepanzer 3 Büffel được mượn từ quân đội Đức để sử dụng với việc triển khai của Canada tại Afghanistan.[73] 15 chiến xa Leopard 2A4 đã được mua từ quân đội Đức cho dự bị và bổ sung.[74] 12 chiếc Pz 87 được mua từ Thụy Sĩ vào năm 2011 để chuyển đổi thành phương tiện bảo vệ đặc biệt.[75] Quân đội Canada sẽ có thể triển khai 40 chiến xa (20 2A4M CAN và 20 2A6M CAN) với 42 chiếc 2A4 cho đào tạo, 12 ARV và 15 chiếc phương tiện đi lại hỗ trợ hậu cần.
- Chile: Quân đội Chile đã mua 132 chiếc Leopard 2A4 nâng cấp lên tiêu chuẩn Leopard 2A4CHL (cộng với 8 chiếc sẽ được sử dụng như dự bị) từ Đức trong năm 2007.[76]
- Đan Mạch: Quân đội Đan Mạch có 51 chiếc Leopard 2A5DK (tương đương Leopard 2A6 trừ pháo L55) và 6 Leopard 2A4 (cho dự bị) từ Đức.[77]
- Phần Lan: Quân đội Phần Lan ban đầu mua 124 chiếc 2A4 từ kho hàng tồn của Đức vào năm 2003.[78] 20 đã chuyển đổi thành xe lắp đặt cầu, chiến xa kỹ thuật.[79][80] 12 chiến xa đã được tháo rời để sử dụng như xe dự bị, để lại 92 chiến xa hoạt động. Trong năm 2009 quân đội Phần Lan đã mua 15 chiếc Leopard 2A4 của Đức cho dự bị thay thế lực lượng chiến xa hiện có[81] Finland currently possesses 139 Leopard 2s.
- Hy Lạp: Quân đội Hy Lạp đưa vào hoạt động 353 Leopard 2 (183 chiếc 2A4 cũ của Đức và 170 chiếc Leopard 2A6 HEL mới được sản xuất)
- Na Uy: Quân đội Na Uy cho hoạt động 52 chiếc Leopard 2A4 cũ của Hà Lan, số hiệu A4NO được chỉ định. Leopard 2 của Na Uy sẽ được nâng cấp lên tiêu chuẩn 2A5.
- Ba Lan: Lực lượng mặt đất Ba Lan hoạt động 128 chiếc Leopard 2A4 cũ của Đức. Tất cả Leopard 2 của Ba Lan phục vụ với 10 lữ đoàn kỵ binh thiết giáp của Świętoszów(lực lượng quân đội Ba Lan).
- Bồ Đào Nha: Quân đội Bồ Đào Nha có 37 chiếc Leopard 2 cũ của Hà Lan đang phục vụ.
- Singapore: Quân đội Singapore có tổng cộng 96 chiếc Leopard 2A4 cũ của Đức, trong đó có 30 xe tăng dự bị. Nâng cấp với áo giáp bổ sung tổng hợp AMAP trong năm 2010 bởi IBD & ST Kinetics và được đổi tên thành L2SG trong tháng 10 năm 2010.[82]
- Tây Ban Nha: Quân đội Tây Ban Nha sử dụng 327 chiếc Leopard 2 (108 chiếc Leopard 2A4 cũ của Đức và 219 chiếc Leopard 2A6 + (Leopard 2E) mới sản xuất.
- Thụy Điển: Quân đội Thụy Điển sử dụng 120 chiếc Leopard 2 (nước này gọi là Strv 122) và đã qua sử dung 160 chiếc Leopard 2A4 (Strv 121). Chỉ có Strv 122 vẫn còn phục vụ.
- Thụy Sĩ: Quân đội Thụy Sĩ sử dụng 380 chiếc 2A4 Pz 87. 35 chiếc trong số này đã được mua từ Đức trong khi những chiếc còn lại là giấy phép sản xuất trong nước.
- Thổ Nhĩ Kỳ: Quân đội Thổ Nhĩ Kỳ sử dung 354 chiếc Leopard 2A4.[83]